# شعار نبالة باريس
يُظهر شعار نبالة باريس (بالفرنسية: blason de Paris) سفينة شراعية فضية تبحر على الأمواج في حقل أحمر تمثل الرمزية القديمة للملاحة على نهر السين، ويحمل شعارها زهرة الزنبق الملكية. طُرح الشعار لأول مرة في القرن الرابع عشر، ويعود شكله الحالي إلى عام 1853. شعار المدينة هو "Fluctuat nec mergitur" ("تتقاذفها الأمواج، لكنها لا تغرق"). الألوان التقليدية لمدينة باريس هي الأحمر والأزرق.

## وصف
شعار المدينة هو:
ظهرت السفينة المرسومة بالفعل عام 1210 على ختم شركة تجار المياه القوية، ويعود تاريخها إلى سفن لوتيتيا، وهي شركة بالغة الأهمية في المدينة خلال العصور القديمة الغالية الرومانية.
شعار شعار المدينة هو "Fluctuat nec mergitur" ("تتقاذفها الأمواج، لكنها لا تغرق") هو أيضًا إشارة إلى هذه السفينة.
في زخارفه الخارجية، يتضمن أيضًا الأوسمة التي سُمح للمدينة بإضافتها إلى شعارها: وسام جوقة الشرف (مرسوما 9 أكتوبر 1900 و27 مارس 1901)، وصليب الحرب 1914-1918 (استشهاد 28 يوليو 1919 ومرسوم 14 فبراير 1924) وصليب التحرير (مرسوما 24 مارس 1945 و20 أغسطس 1949). يعلوه تاج جداري ذهبي بخمسة أبراج، ويحيط به من اليمين غصن بلوط ومن اليسار غصن غار. نُقش الشعار بأسلوب كلاسيكي على شريط أسفله.

## تاريخ

### من لوتيتيا إلى باريس الملكية
كان القرقور، الذي يُشبه إلى حد كبير الكوج، على الرغم من كونه نهريًا، حتى الثورة الفرنسية رمزًا لجمعية "تجار المياه"، التي أدت لاحقًا إلى تأسيس بلدية باريس. بل إن هذا الرمز يعود إلى "نوتس" لوتيتيا من العصر الغالي الروماني، وإن لم يكن شكله دائمًا هو نفسه.
تُعدّ القديسة جينيفيف، شفيعة باريس، القرقور من بين سماتها. في الواقع، في منتصف القرن الخامس، نظمت قوافل على نهر السين مع جمعية "نوتس" لتزويد باريس من تروا وميو.
يظهر أول ذكر لشعار النبالة الخاص بباريس في عام 1190 عندما أعطى فيليب أوغست، في وقت مغادرته إلى الأراضي المقدسة، مدينة باريس شعار النبالة الأول الخاص بها:
كان اللون الأحمر هو لون شعلة القديس دوني، وهو راية رفعها ملوك فرنسا في زمن الحرب، ويرمز إلى دماء الشهداء. أما اللون الأزرق الذي اعتمده فيليب أوغسطس، فهو لون نادر وثمين ارتدته العذراء مريم. كان لويس التاسع أول من اعترف رسميًا بخاتم باريس. استُخدم هذا الخاتم لختم أعمال عمدة التجار، الذي عيّنه أقرانه لإدارة المدينة.
وفقًا لمصادر أخرى، كان دوفين ملك فرنسا، شارل الخامس، هو من أضاف إلى شعار النبالة رأسه المزين بزهرة الزنبق، رمزًا للسلطة الملكية، للدلالة على سيادة العائلة المالكة على العاصمة، وذلك بعد حصار باريس عام 1358 الذي وضعه في مواجهة مع رئيس تجار باريس، إتيان مارسيل.
على أختام القرن الرابع عشر، نجد النقش "Sigillum mercatorum aquæ Parisius" (ختم تجار المياه في باريس)، والذي ظل قيد الاستخدام حتى أوائل القرن الخامس عشر.
إن تحويل الختم إلى شعار نبالة حقيقي يمثل سفينة تعلوها رأس من زهور الزنبق التي لا تعد ولا تحصى، هو ما تشهد عليه بشكل خاص براءات التمليك التي أصدرها لويس الثامن عشر في 20 ديسمبر 1817، والتي تستشهد في حد ذاتها بأمر صادر في 2 فبراير 1699، مع الوصف التالي:

### باريس، عاصمة جمهورية أو إمبراطورية أو ملكية
في هذه الأثناء، عندما ألغت الثورة الفرنسية طبقة النبلاء بمرسوم صادر في 20 يونيو 1790، ألغت في الوقت نفسه جميع الشعارات المقابلة لها. وسرعان ما امتثلت بلدية باريس، وقررت إلغاء شعارها الخاص في نوفمبر من العام نفسه.
ولم تُصرّح المدن رسميًا باعتماد شعارات النبالة مجددًا إلا في عهد الإمبراطورية الأولى. وقد تم إضفاء الطابع الرسمي على هذا الأمر بالنسبة لباريس من خلال "براءة التمليك" التي منحها نابليون الأول لمدينة باريس في 29 يناير 1811، حيث تضمّن رأس شعار النبالة ثلاث نحلات ذهبية على خلفية من الزنبق بدلاً من زهرة الزنبق. كما تضمّن نجمة فضية فوق صحن السفينة، والإلهة إيزيس في مقدمته.
ثم أعادت فترة استعراش آل بوربون، من خلال براءة التمليك التي منحها لويس الثامن عشر عام 1817، شعار النبالة لباريس إلى شكله التقليدي. من عام 1848 إلى عام 1853، أي من الجمهورية الثانية إلى بداية الإمبراطورية الثانية، استُبدل شعار الزنبق الأزرق بشعار النجوم. وكان نابليون الثالث هو من سمح بعودة شعار الزنبق إلى فرنسا.

### باريس، المدينة المزينة
وبعد الاستشهاد بأمر الجيش الصادر في 28 يوليو 1919 من قبل جورج كليمنصو، والذي كان يستحق منح باريس وسام صليب الحرب 1914-1918، أصدر مرسومًا في 14 فبراير 1924 للوصف الرسمي الجديد لشعار النبالة لباريس:
رُسم تمثيلٌ يتوافق مع هذا المرسوم عام 1924 من قِبل أنطوان كونستانت ديلي (1882-1966)، وهو طالبٌ سابقٌ في مدرسة بول في باريس، ومصممٌ وكهربائيٌّ ونائبُ الأمين العام للجنة الإقليمية للفنون التطبيقية في باريس.

وعقب النشر الرسمي لشعار النبالة الجديد لمدينة باريس الذي صممه أنطوان كونستانت ديلي، كتب مونتودران، الصحفي في صحيفة لو فيغارو، في 6 مايو 1924:
حتى خبير شعارات النبالة الدقيق - وهناك اثنان منهم - سيجد عيبًا عند فحص التصميم الذي نقشته قاعة المدينة. وهكذا، يبدو درع النبالة مضغوطًا بعض الشيء. يجب أن يتناسب، بالمعنى الدقيق للكلمة، مع مستطيل ارتفاعه 8 سم وعرضه 7 سم. يجب ألا يشغل الحقل المتداخل سوى ربع الارتفاع - وليس ثلثه، مما قد يُخلط بينه وبين "ثلاثية". ولكن لا بد من الإشادة بلا تحفظ بتناثر زهور الزنبق الذهبية التي تُؤرخ للتحرير الملكي للمدينة قبل شارل الخامس، والقارب الفضي العتيق، المنسوخ من أختام "النوت" الباريسية، وخاصةً "الأوند" أو النهر نفسه (المينا) الذي امتدّ عليه انحراف عمره أربعة قرون إلى طرف الدرع، مُحوّلًا باريس إلى "ميناء بحري". (...)
مع ذلك، ينبغي أن يُحاط كل شعار مدينة بسعفتي نخيل، لا بغصن بلوط وغصن غار، وهما صفتان خاصتان بالجامعة. أما تاج الجدارية (...)، فهو مجرد رعب وبدعة (...). كانت هذه الصفة الساحقة، سابقًا، هي التي تُطبع بها شعارات المحاربين الذين وصلوا أولًا، بعد تسلق أسوار مدينة محصنة، بعد الاستيلاء عليها بالهجوم. (...)
استُخدمت نسخة من شعار نبالة باريس، رسمها ونقشها جول بيل (1882-1978)، وهي مطابقة أيضًا لشعار النبالة لعام 1924 بزخارفه، في طابع بريدي أحمر-بني عُرض للبيع من 15 ديسمبر 1941 إلى 6 يوليو 1942. أُعيد إصدار هذا الطابع في سلسلة محدودة بواسطة البريد عام 2024 باللون الأزرق، وبيع مُدمجًا في ملصق أصفر لنفس شعار النبالة.
في عام 1942، أنتج مصمم الشعارات روبرت لويس (1902-1965) رسمًا لشعار نبالة باريس كجزء من عمل لجنة شعارات النبالة الحضرية في نهر السين، المُنشأة بموجب مرسوم صادر في 18 فبراير 1942، وكان عضوًا فيها. وقد أقرّ مرسوم المحافظة الصادر في 20 يونيو 1942 "بتحديد شعارات نبالة بلديات مقاطعة السين" هذا العمل، ولكنه نصّ في مادته الأولى على شعار جميع بلديات نهر السين باستثناء باريس. وتنص المادة الثانية على أن: "رسومات شعار النبالة، المرفقة بالنسخة الأصلية من هذا المرسوم، هي رسومات رسمية. ويجب أن يكون أي تمثيل لها مطابقًا تمامًا لهذه الرسومات".
كان آخر تعديل على شعار باريس هو مرسوم 20 أغسطس 1949، الذي وقّعه رئيس الجمهورية فينسنت أوريول. وقد أدرج هذا المرسوم صليب التحرير، الذي منحه الجنرال ديغول في 24 مارس 1945، في شعار المدينة. ويُنظّم شعار النبالة الجديد على النحو التالي:

حدّث أنطوان كونستانت ديلي وروبرت لويس تصميميهما لشعار المدينة ليشمل صليب التحرير. اعتبر روبرت لويس أن شعار النبالة الذي رسمه ديلي: "تتحول أزهار الزنبق إلى مسامير درابزين. يبدو صحن السفينة وكأنه يغرق. ينقطع تمثيل الأمواج دون سبب، باتجاه النقطة.". وأوضح أن الشعارات في تصميمه "صُممت وفقًا لعادات فن وعلم الشعارات"، وأنها مُبينة على النحو التالي:
الزخارف الخارجية: درع يحمل يحمل تاجًا جداريًا ذهبيًا بخمسة أبراج مسننة، ويدعمه فرعان: فرع من شجرة البلوط (على اليمين) وفرع من الغار (على اليسار)، متقاطعان على شكل صليب، يحمل لفافة من الرق تحمل شعار "Fluctuat nec mergitur" بأحرف رومانية سوداء. الزخارف مُثبّتة على قاعدة الدرع.
- في الوسط: وسام جوقة الشرف (مرسوم 9 أكتوبر 1900)
- على اليمين: صليب التحرير (مرسوم 24 مارس 1945)
نُشر هذا الشعار في النشرة البلدية الرسمية لمدينة باريس في ديسمبر 1967 ردًا على سؤال من السيد تايتينجر، عضو مجلس المدينة.
ومع ذلك، كان مرسوم عام 1949 آخر نص رسمي يُعرّف شعار مدينة باريس.
استُخدم تصميم روبرت لويس تحديدًا في عام 1965 لطابع بريدي من فئة 0.30 فرنك باسم شعار نبالة باريس، كما استُخدم، بنسخته الكبيرة، من قِبل بلدية باريس في عام 2002 لبطاقة دفع مواقف السيارات.

### معرض صور على مر الزمن

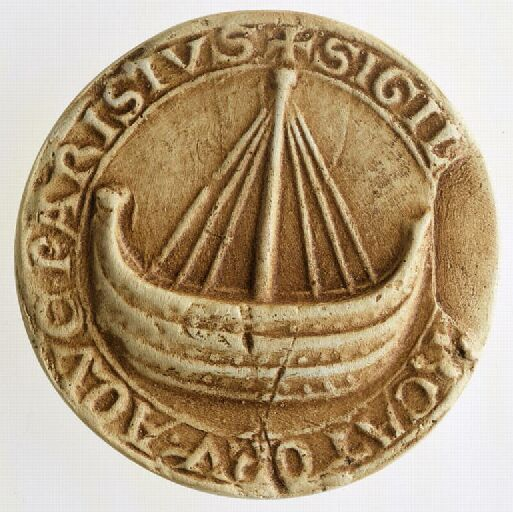
ختم تجار المياه في باريس عام 1210، مصبوب من القرن التاسع عشر.
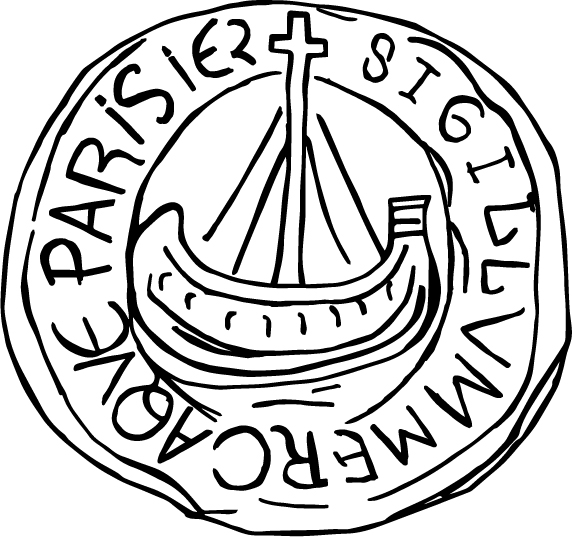
رسم لثيودور فاكير لختم "تجار المياه" الباريسيين في القرن الثالث عشر.
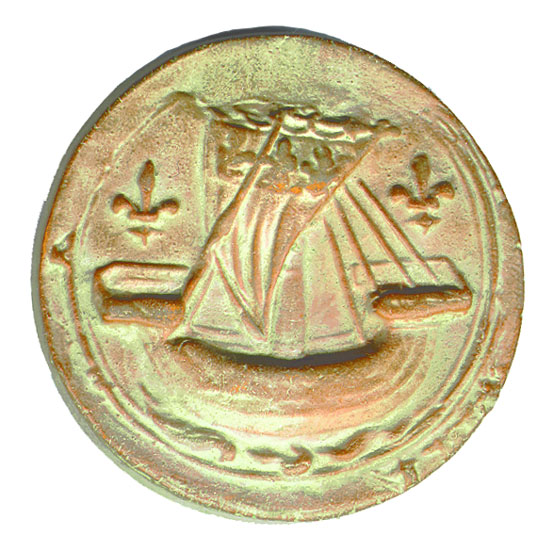
ختم عام 1412 مُرفق ببيع أُجري أمام عمدة التجار. "سفينة بقلعتيها وساريتها وشراعها وحبالها، تبحر يسارًا. الشراع في مقدمة ثلاث زنبقات، وترسو في حقل زهرتين أخريين."
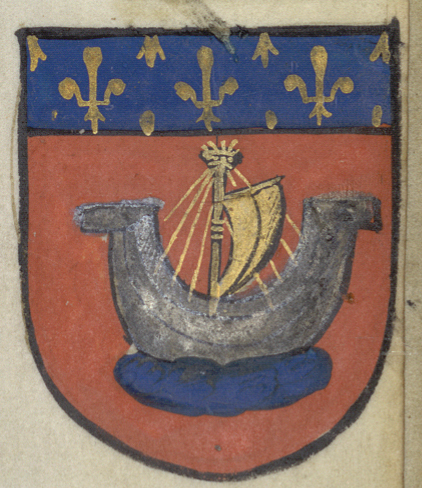
شعار نبالة باريس (1514).
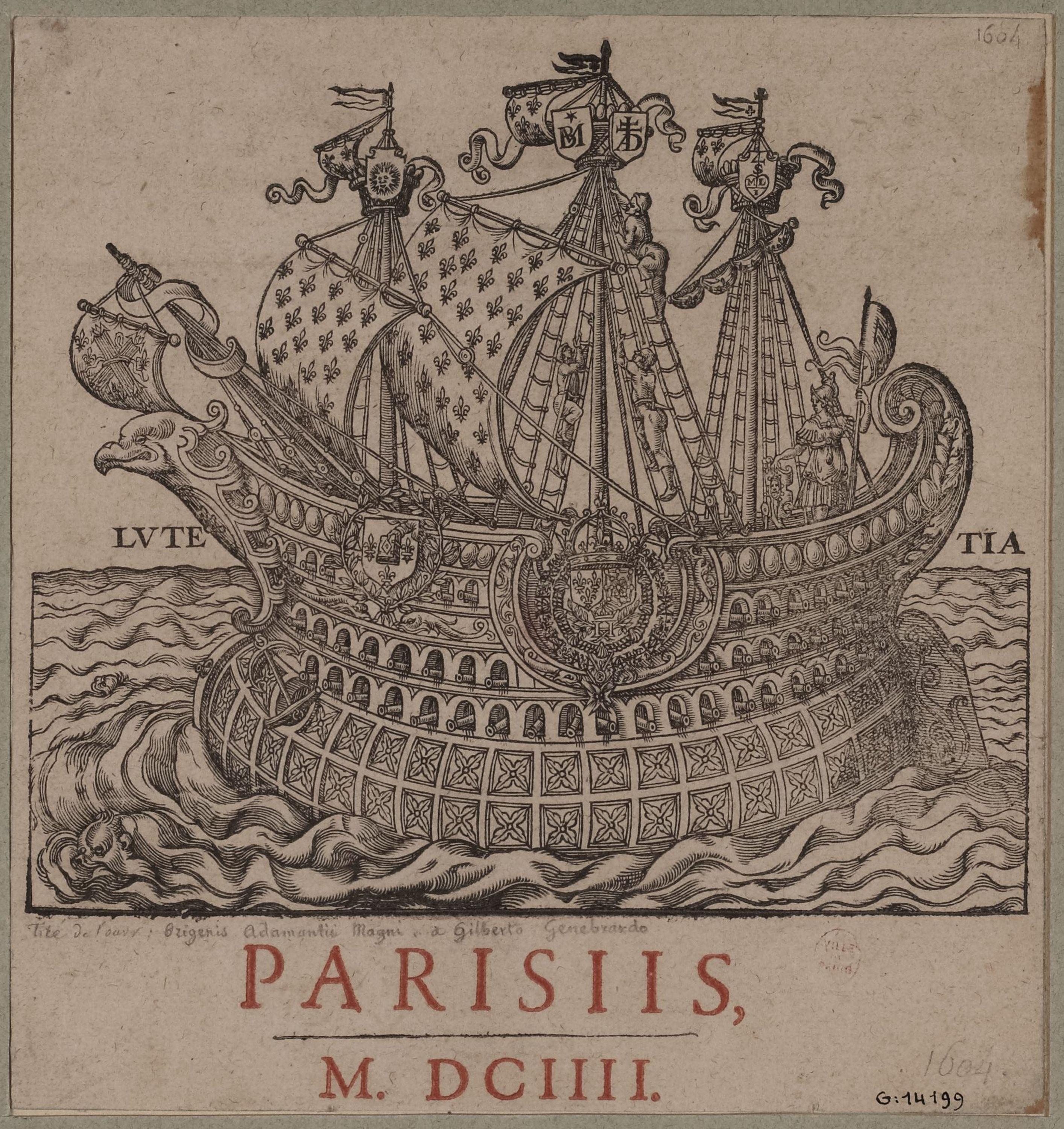
شعارات مدينة باريس في 1604.
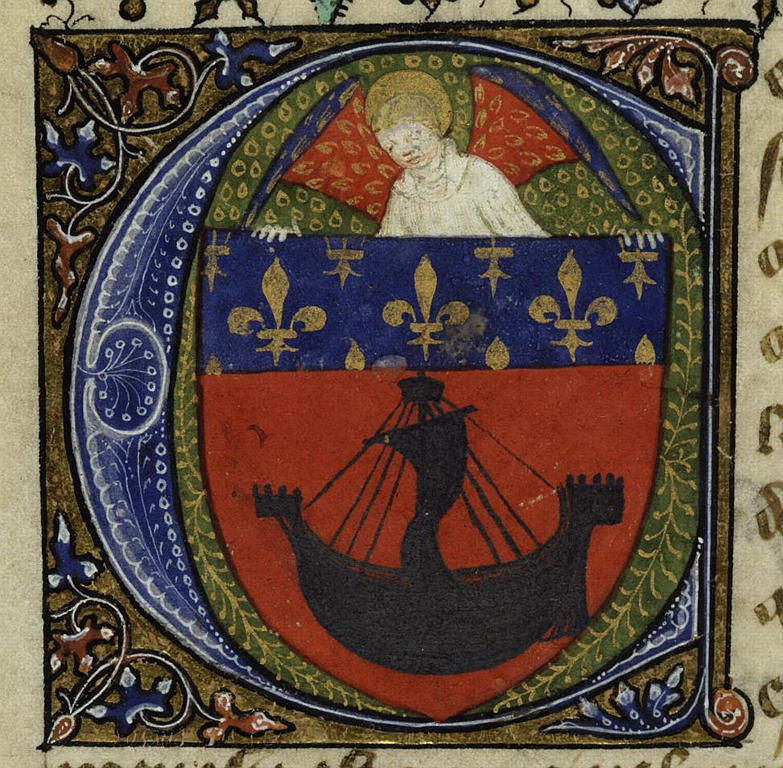
شعار النبالة لباريس (القرن السادس عشر).
شعار النبالة في عهد الإمبراطورية الأولى (1811–1814).
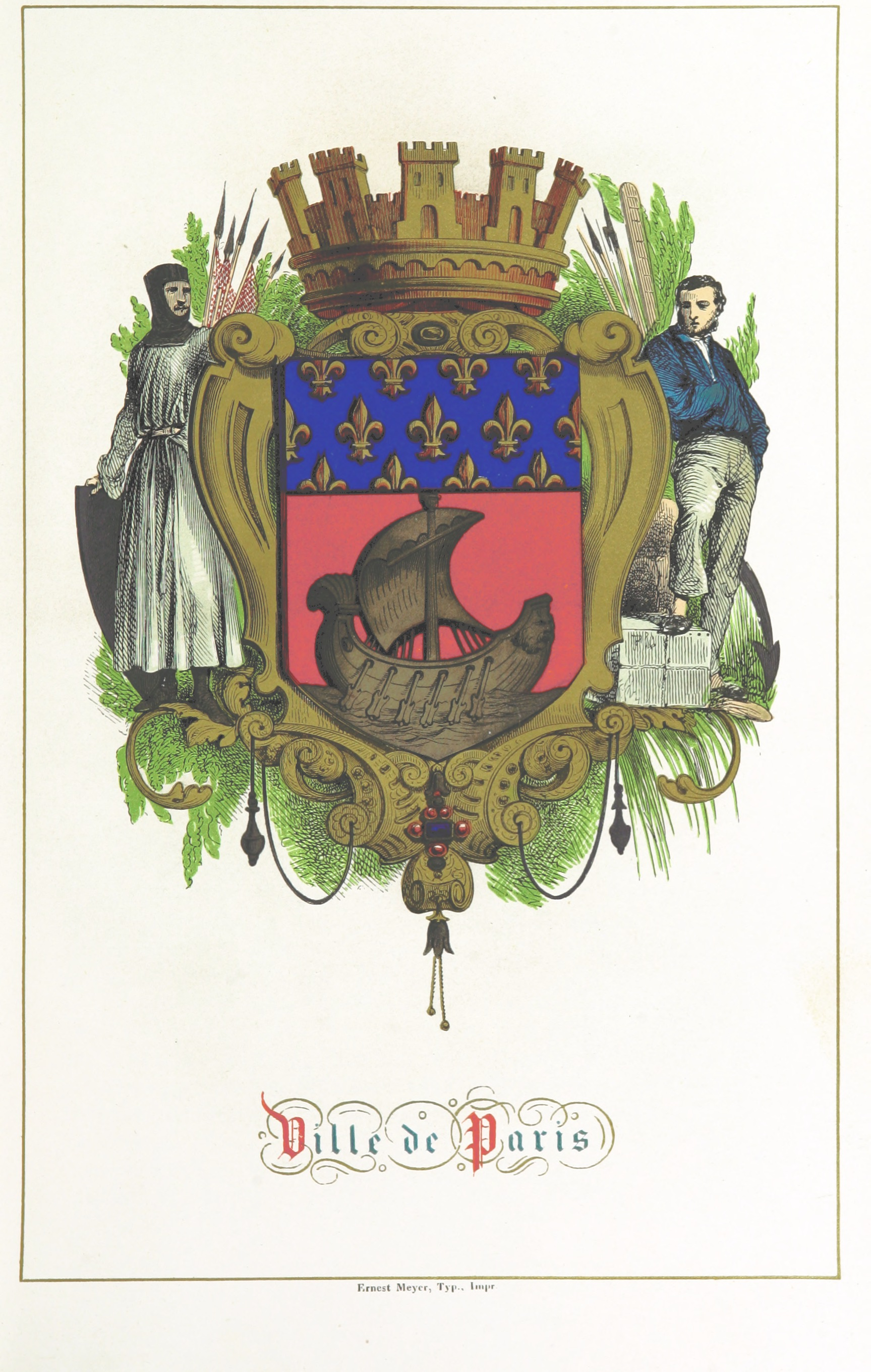
تمثيل شعار النبالة لمدينة باريس في عام 1844.
شعار النبالة في عهد الجمهورية الثانية.
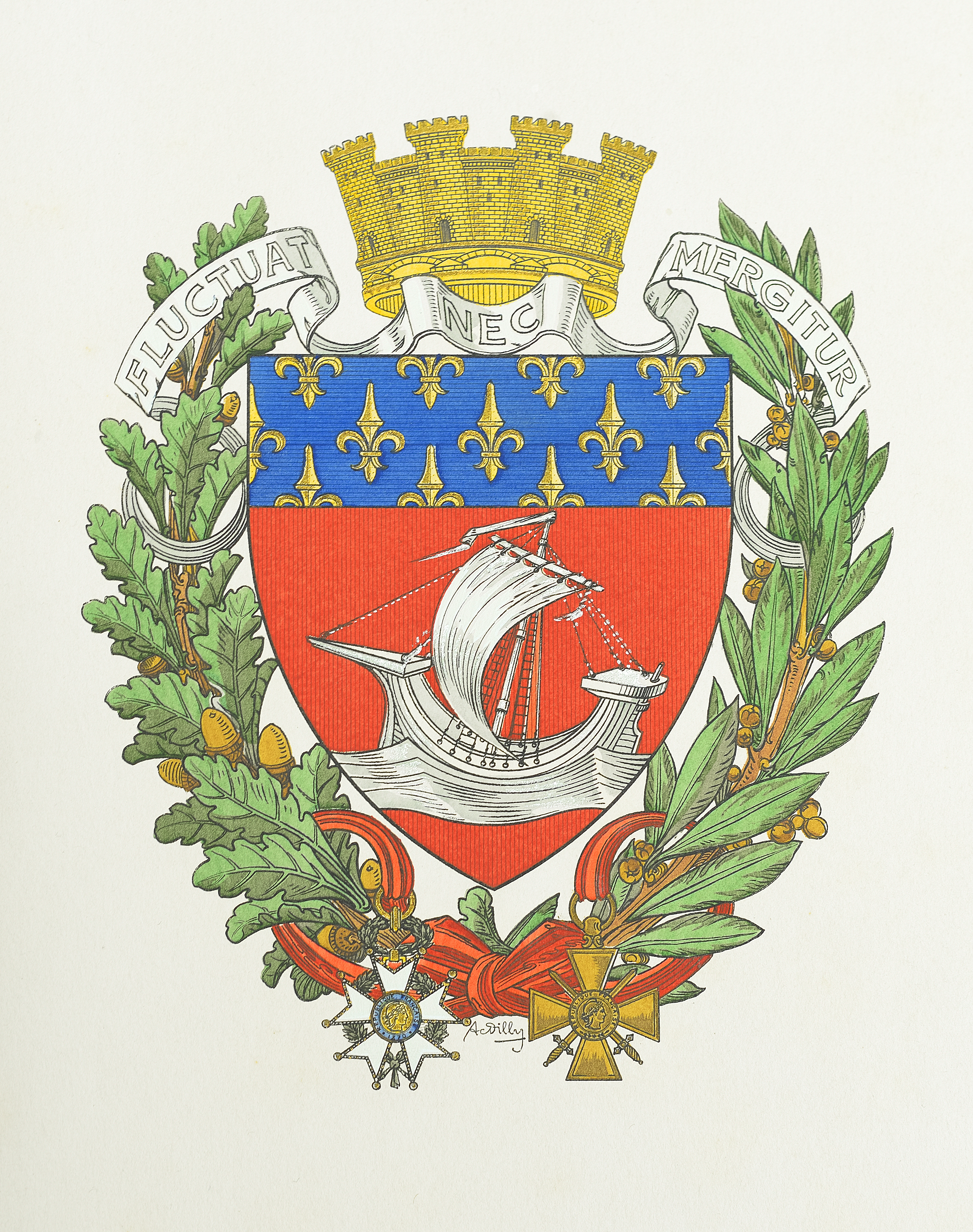
شعار مدينة باريس وفقًا للمرسوم الصادر في 14 فبراير 1924.
رسم درع شعار النبالة لمدينة باريس، من عام 1942 (العناصر موجودة منذ عام 1358).

## الاستخدام الحالي
يمكن العثور علي الشعار، بتصاميمه المتنوعة، على العديد من المرافق العامة الباريسية، بما في ذلك قاعة المدينة، ومقرات بلديات الأحياء، ومحطات القطارات الباريسية، والجسور، والمدارس والجامعات الباريسية، ونوافير مياه الشرب الصغيرة التابعة لمدينة باريس، والمعروفة باسم نوافير والاس، وأعمدة موريس، ومقاعد دافيود، وغيرها من قطع أثاث الشوارع الباريسية. كما يُستخدم بشكل منمق في شعار مبنى بلدية باريس.
يستخدم أيضا في نسخته الأكثر اكتمالاً، المستندة إلى تصميم روبرت لويس عام 1942، في بطاقة دفع مواقف السيارات الباريسية المسماة "بطاقة باريس"، كما صُوّر أيضًا على طابع بريدي صدر عام 1965، وهو طابع "بلاسون دو باريس" بقيمة 0.30 فرنك.
اليوم، تستخدم شرطة باريس شعار نبالة مستوحىً إلى حد كبير من شعار مدينة باريس. كما يعرض الحرس الجمهوري هذا الشعار على شريط جبين خوذة سلاح الفرسان. وحسب الرسم، للسفينة صارية واحدة أو صاريتان أو ثلاثة، وتظهر بمجاديف أو بدونها. غالبًا ما يحتوي التاج الجداري الذي يعلوها على ثلاثة أو أربعة أبراج فقط.
اعتمادًا على التمثيل، تحتوي السفينة على صاري واحد أو صاريين أو ثلاثة، وتُصوَّر بمجاديف أو بدونها. أما التاج الجداري الذي يعلوها، فغالبًا ما يحتوي على ثلاثة أو أربعة أبراج فقط.

## إلهام
- استلهم ألبرت أوديرزو هذه الفكرة في 1993 لتصميم شعار النبالة لمدينة تارتر-جودران، وهي بلدة صغيرة تقع على حافة إيل دو فرانس.
- كما استخدم شعار النبالة أيضًا في شعار دورة الألعاب الأولمبية الصيفية التي أقيمت في باريس 1924.

## التعديلات المقترحة
بسبب الخدمات التي قدمتها الحمام الزاجل أثناء حصار باريس عام 1870، ورد أن السياسي إدغار كوينيه اقترح وضع حمامة كرمز لشعار باريس في أعلى سارية السفينة.

## ألوان باريس
لطالما كانت الألوان التقليدية لمدينة باريس هي الأحمر والأزرق. ويعود ظهورها الرسمي إلى عام 1358، عندما أمر إتيان مارسيل، عميد التجار، الذي كان آنذاك في صراع مع ولي العهد، شارل الخامس، أنصاره بارتداء قبعات نصفها أحمر ونصفها أزرق. على سبيل المثال، يمكن رؤيتها على القميص الأساسي للاعبي باريس سان جيرمان.

## معرض الصور

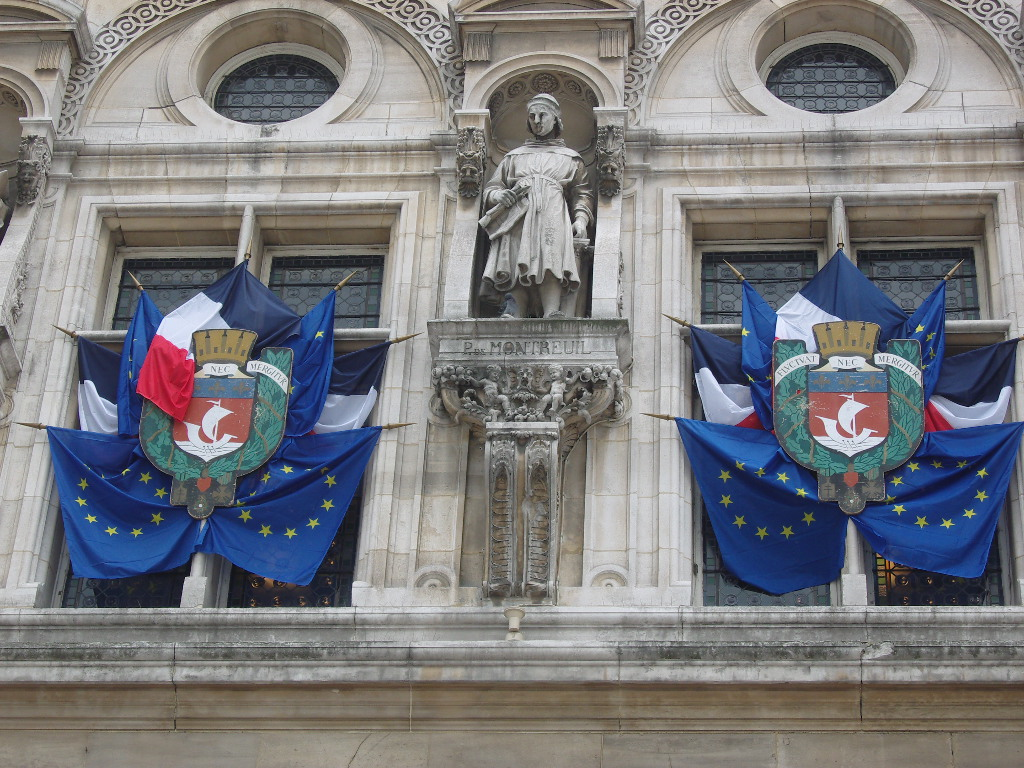
واجهة مبنى بلدية باريس المزينة بالأعلام
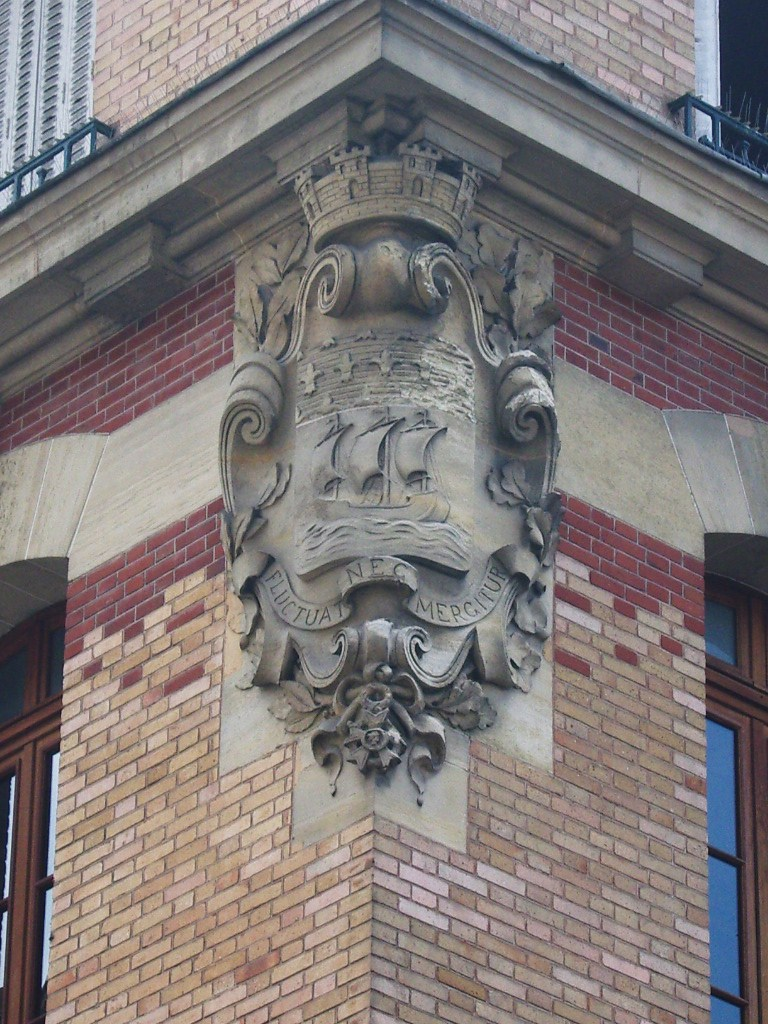
شعار النبالة لباريس منحوت على المدرسة الواقعة في شارع بروفيدانس، الدائرة الثالثة عشرة في باريس.
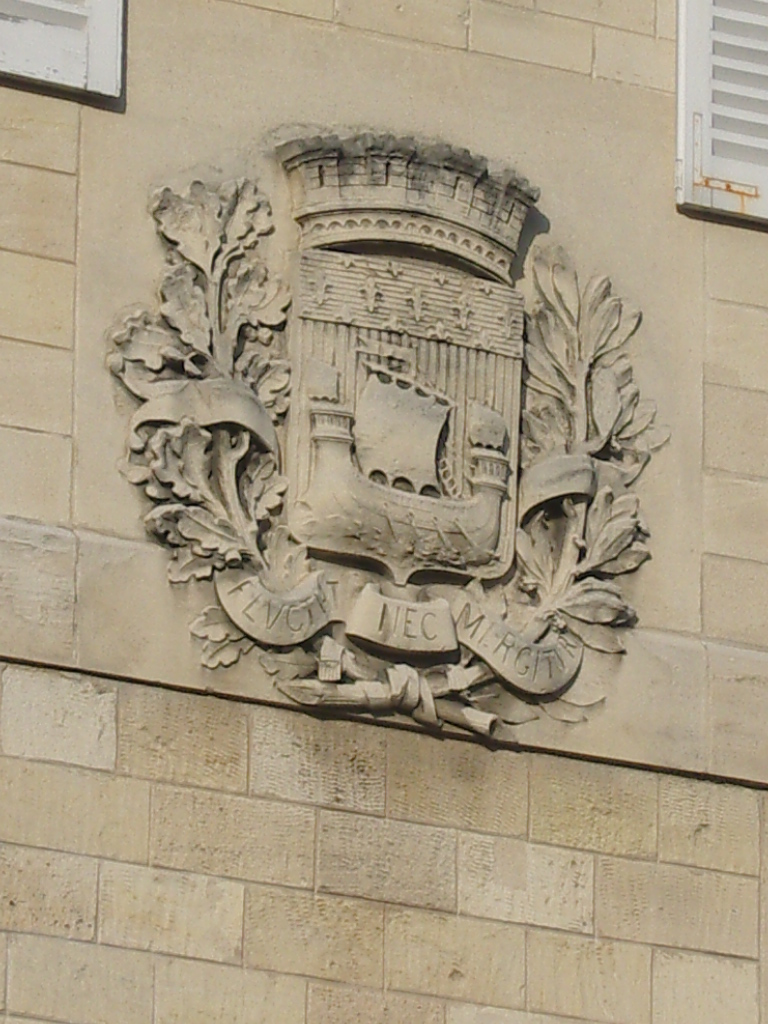
شعار آخر، مع المجاديف، على المدرسة في شارع داميسمي، الدائرة الثالثة عشرة في باريس.
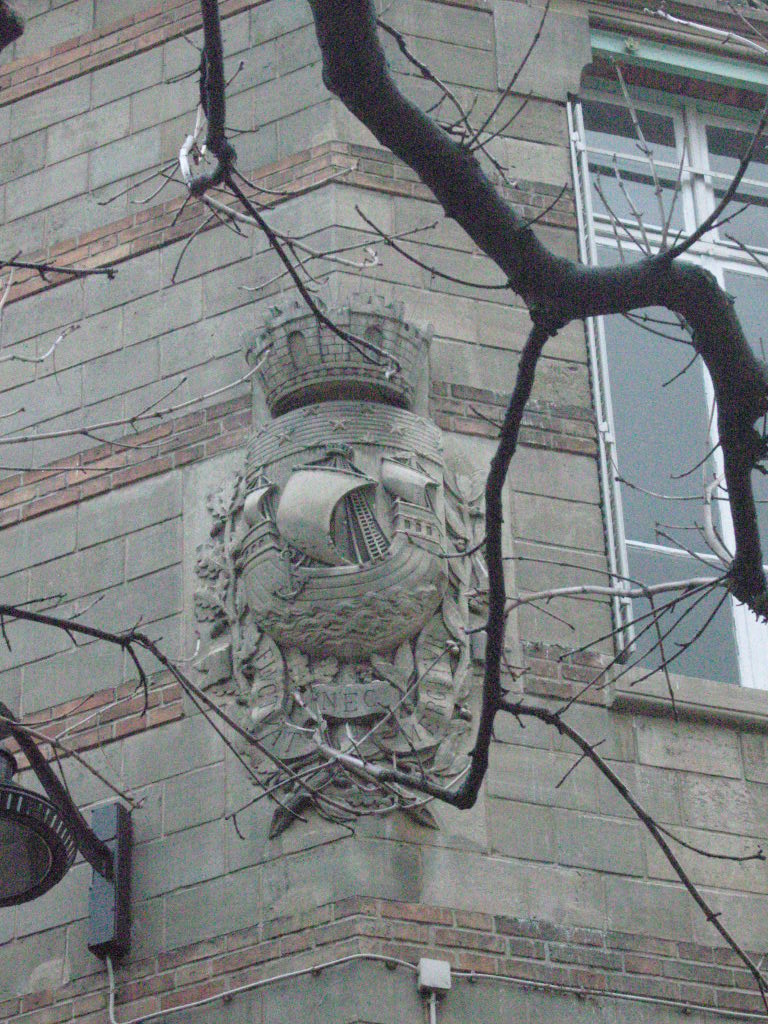
شعار النبالة من عهد لويس فيليب، مع النجوم بدلاً من الزنبق التقليدي.
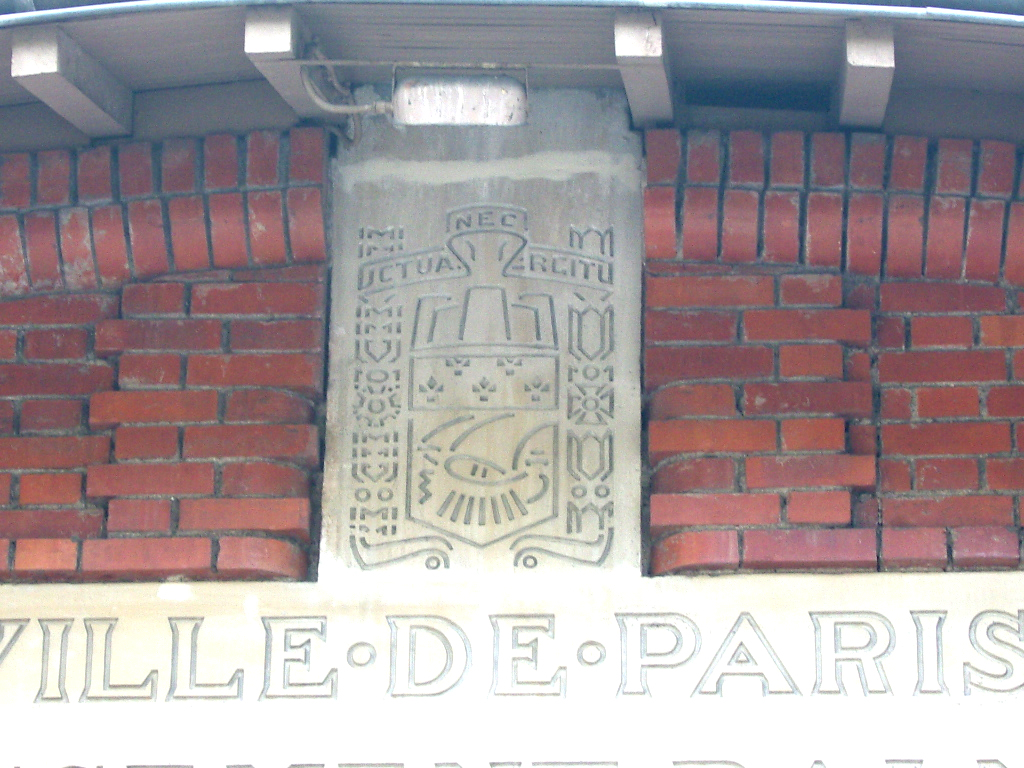
شعار نبالة مختلف إلى حد ما منحوت على واجهة حمام السباحة بوت أو كاي، الدائرة الثالثة عشرة في باريس.
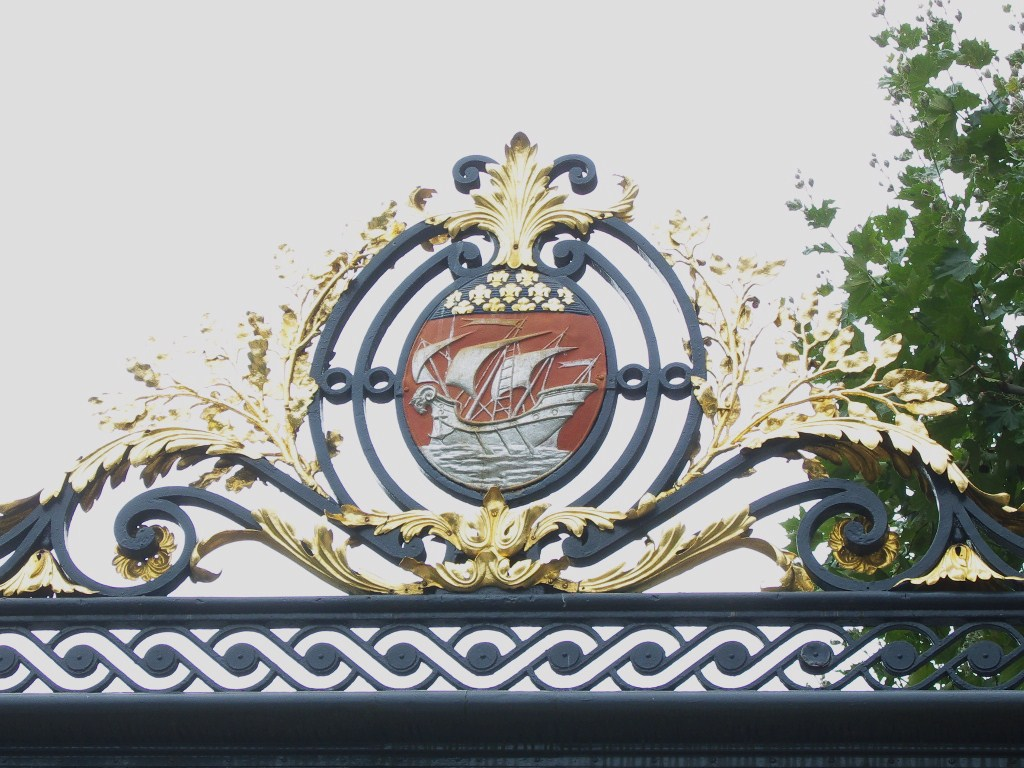
شعار النبالة الموجود فوق بوابة مدخل مدرسة استيان، شارع أوغست بلانكي، الدائرة الثالثة عشرة في باريس.
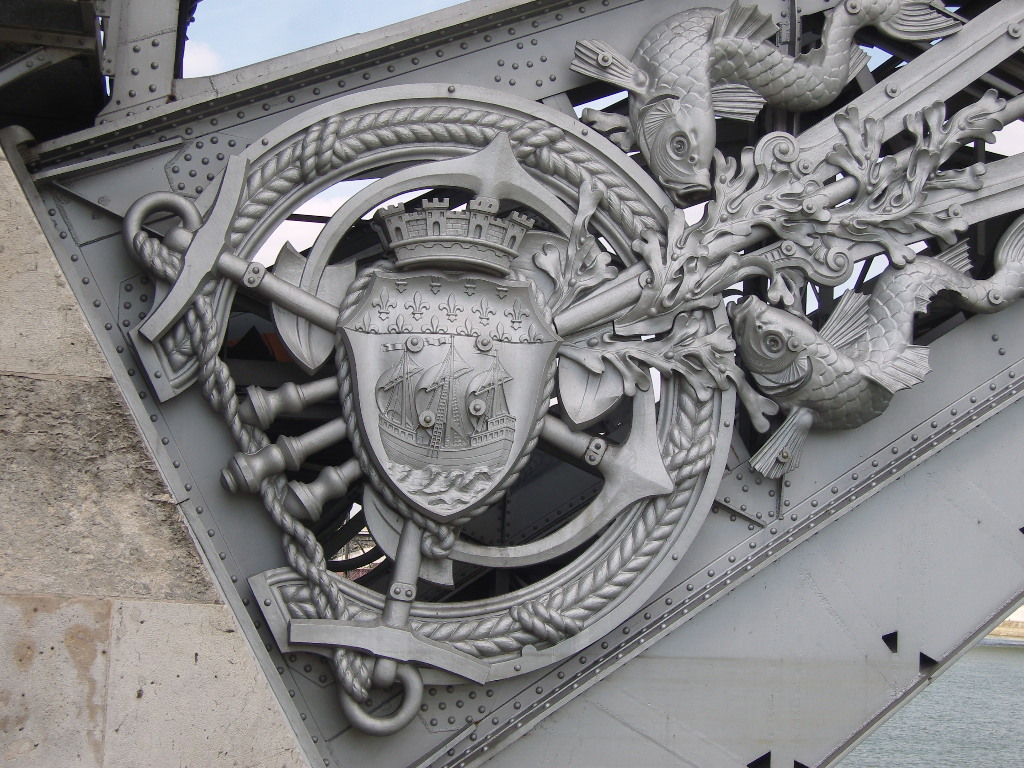
شعار النبالة الذي يزين جسر أوسترليتز، خط المترو رقم 5، فوق نهر السين.
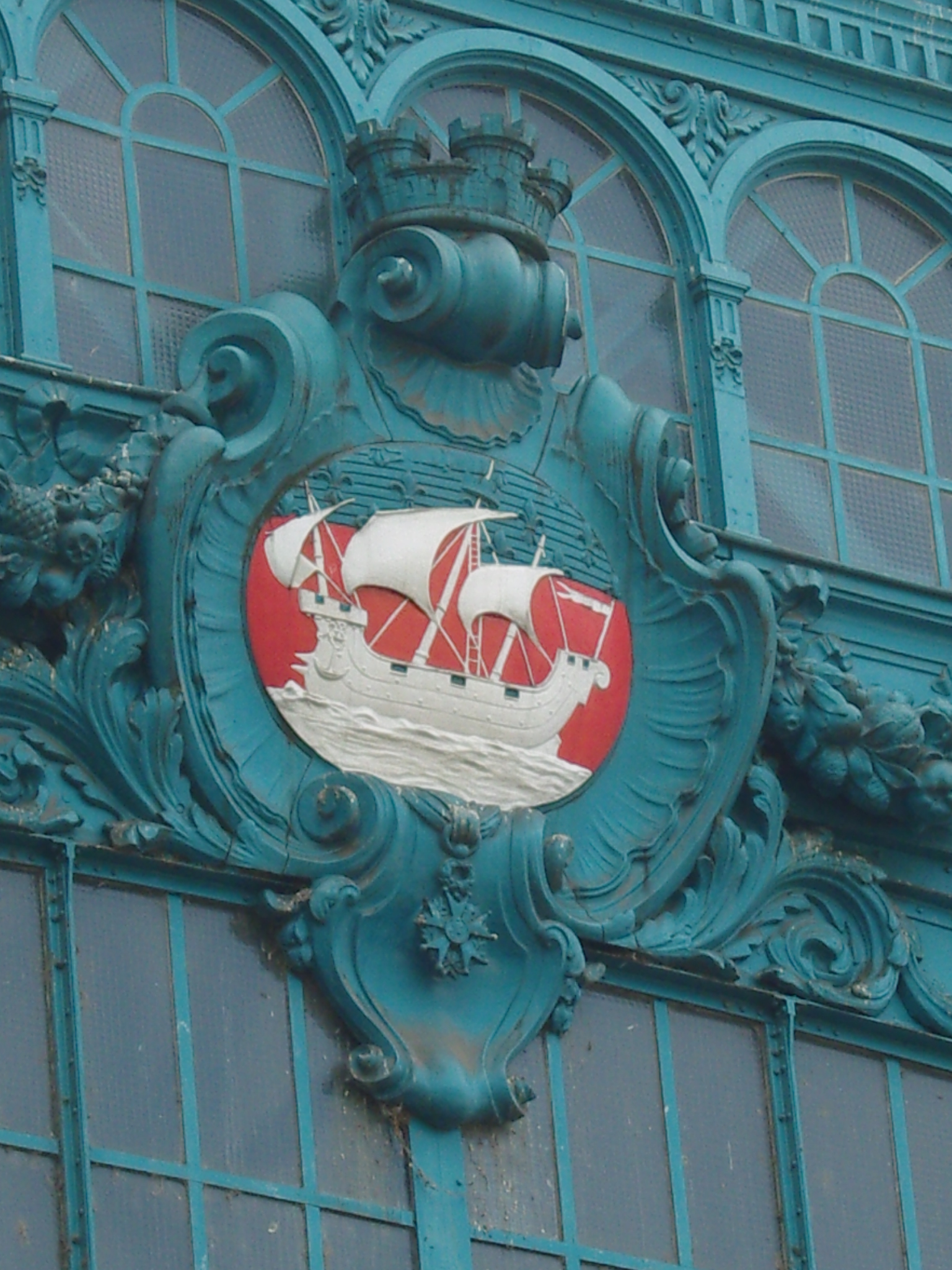
شعار محطة أوسترليتز، على السطح الزجاجي للمدخل الشمالي لخط المترو رقم 5.
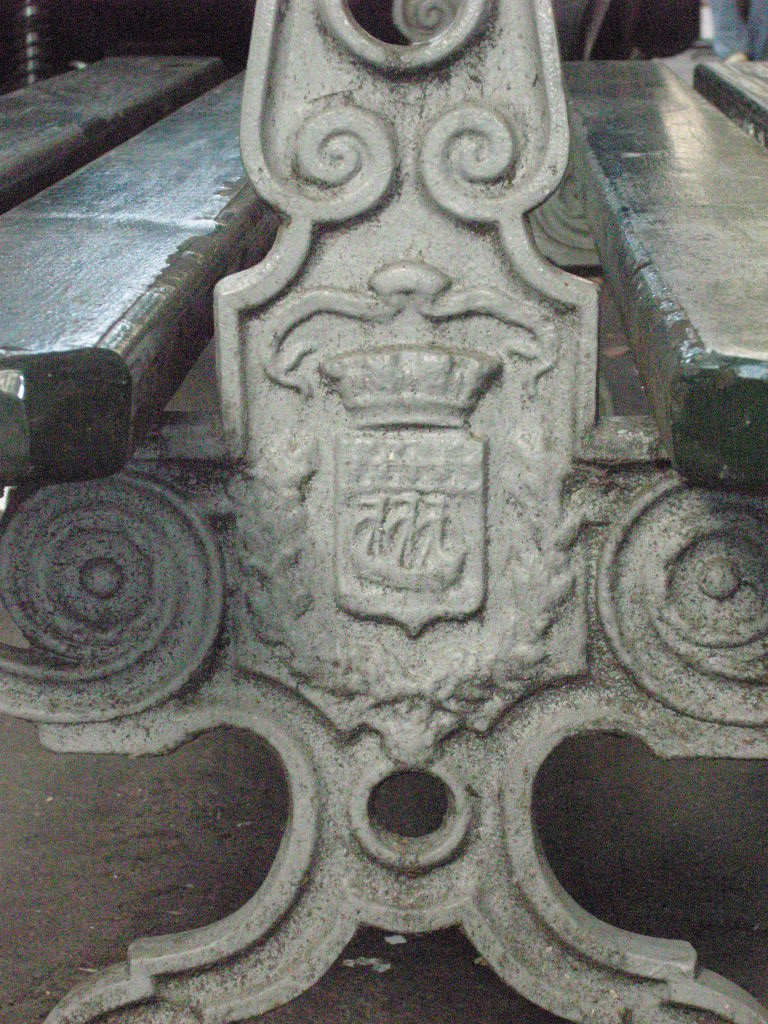
شعار النبالة لباريس محفور على مقعد عام.
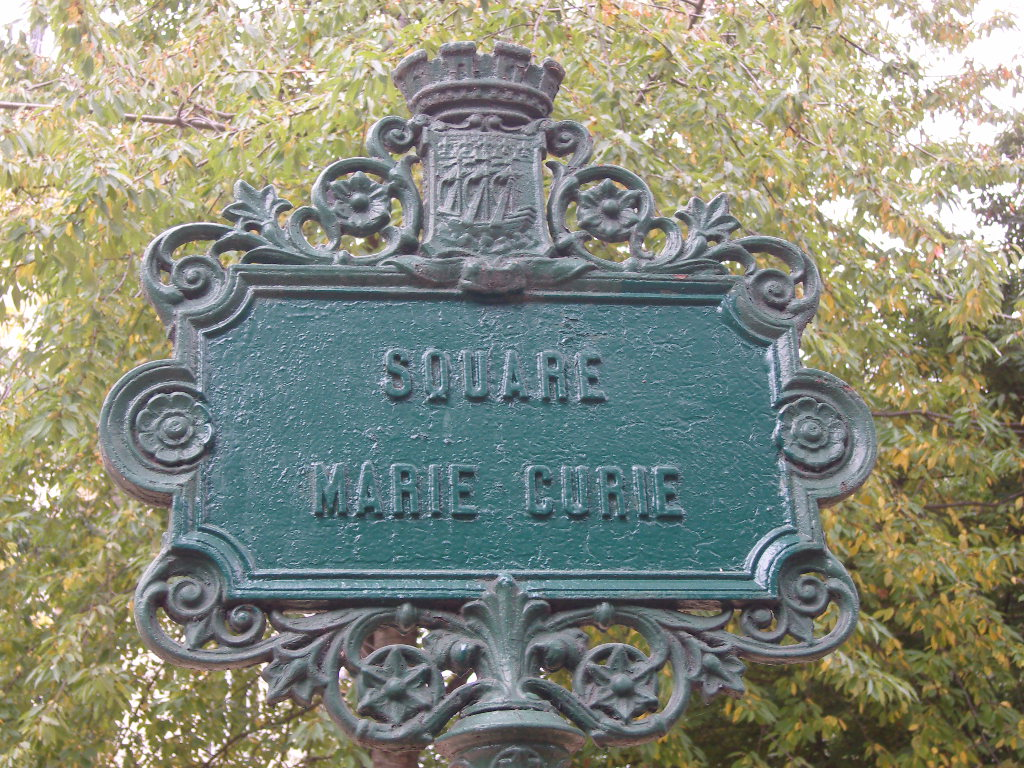
شعار النبالة لباريس يزين لوحة اسم ساحة ماري كوري، الدائرة الثالثة عشرة في باريس.
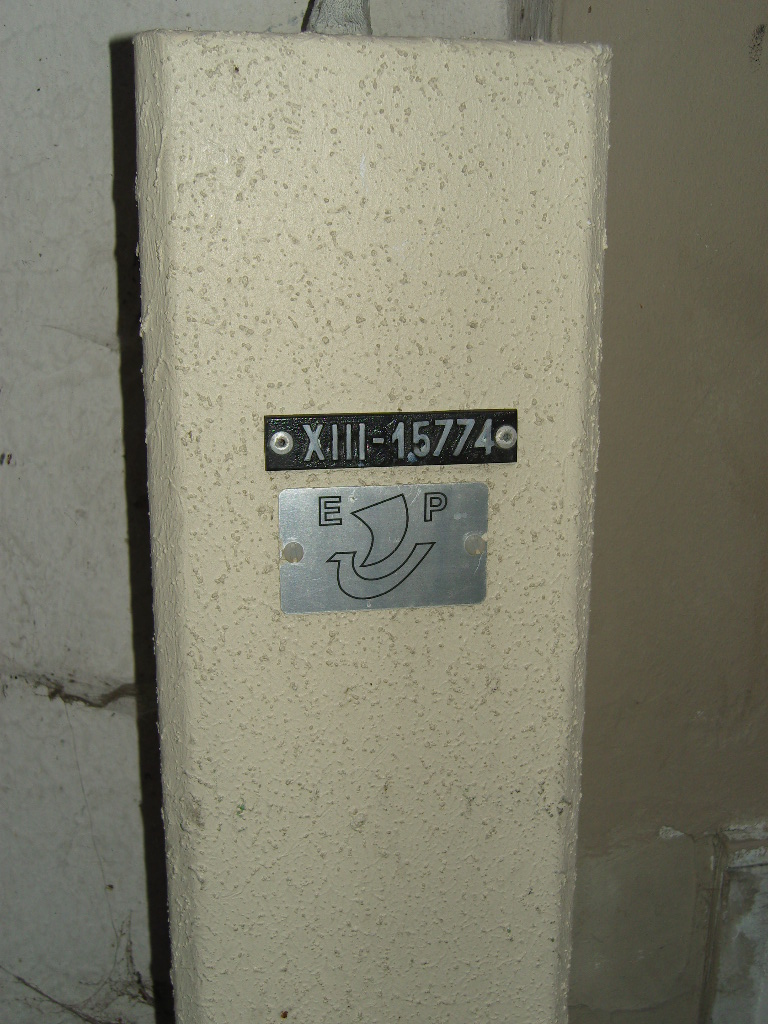
شعار باريس الحديث على صندوق إضاءة الشوارع.
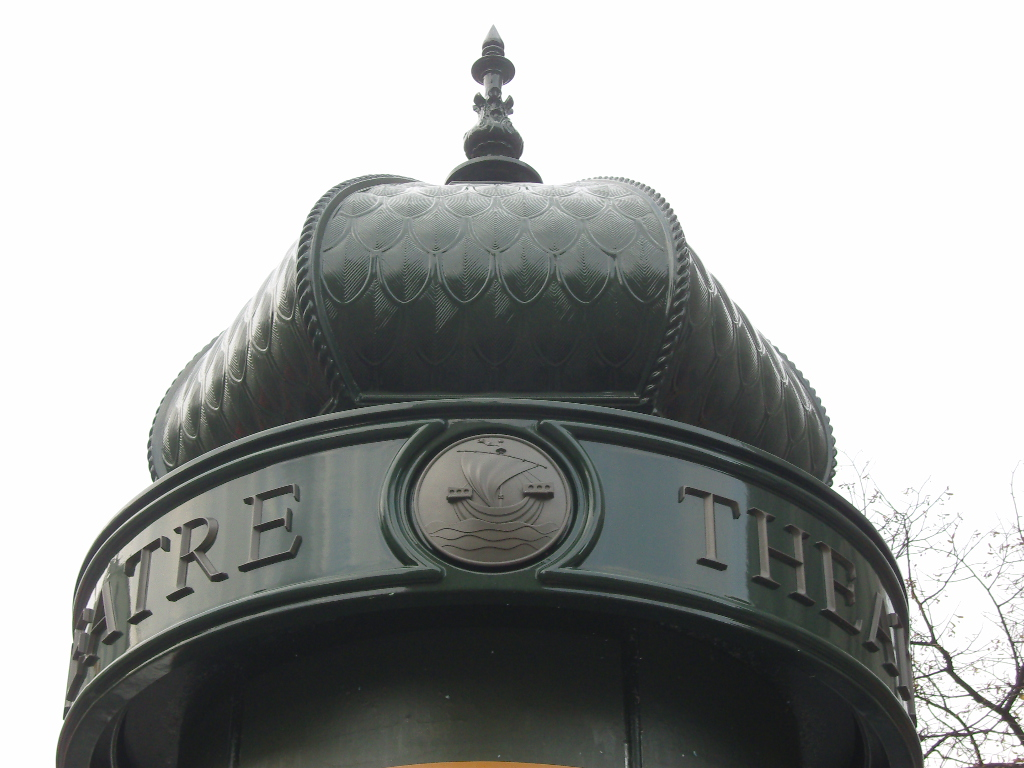
شعار النبالة على عمود موريس الحديث.
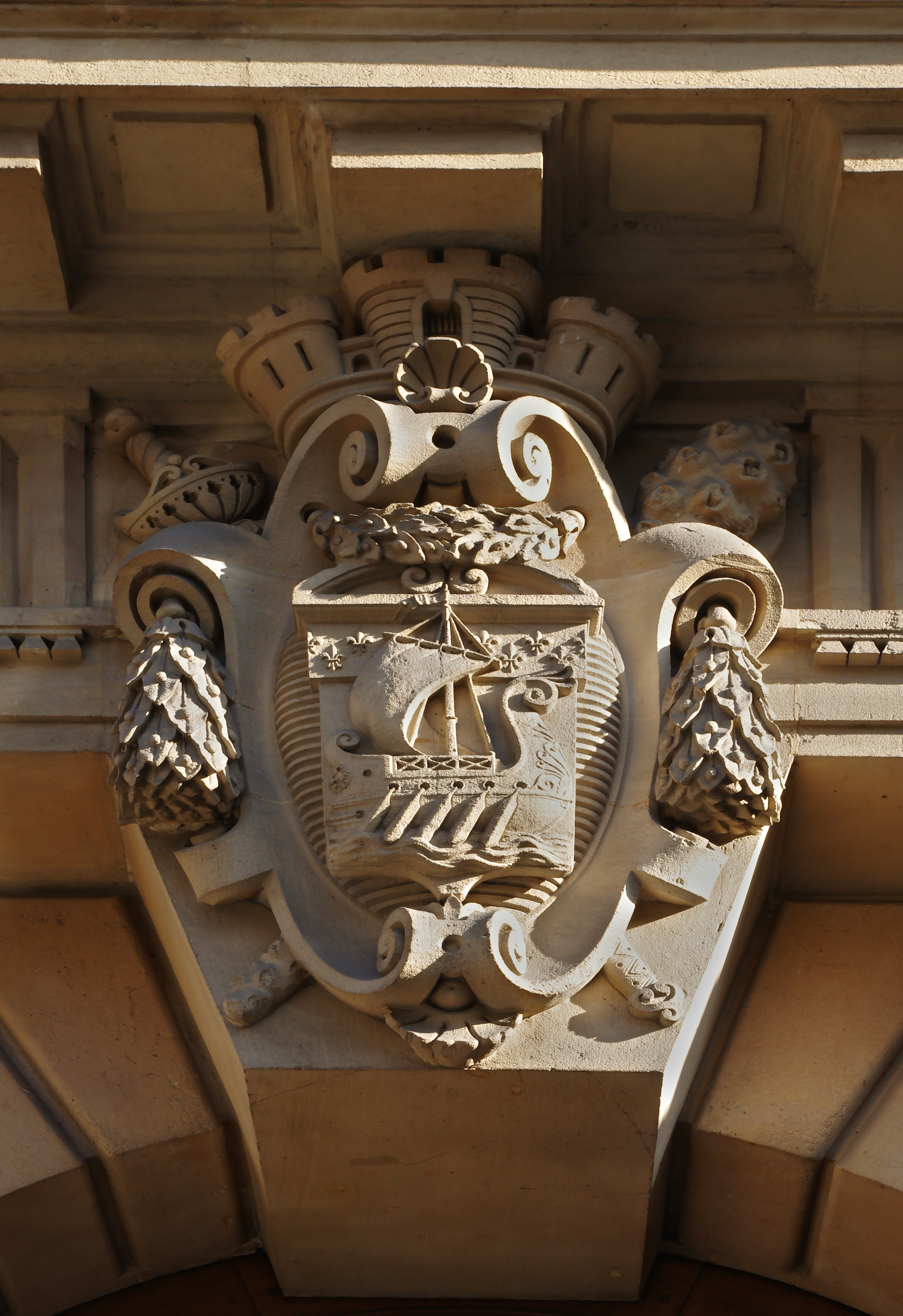
شعار النبالة، 12، شارع دي لا بانك، الدائرة الثانية عشرة في باريس.

## أحياء باريس
بين عامي 1943 و1944، عُقدت "لجنة شعارات نهر السين" في قاعة المدينة. وبالحوار مع رؤساء بلديات الأحياء، صمم روبرت لويس، خبير الشعارات، عشرين شعارًا مستوحى من تاريخ وجغرافيا وتراث المناطق الباريسية. وكما أشار الصحفي سيمون أربيلو، الذي كان مقربًا من حكومة فيليب بيتان، فقد استحسن نظام فيشي هذا النهج في التقليد الأيقوني. وكان دليل السياح الذواقة لعام 1954 أول منشور يكشف عن هذه الشعارات غير الرسمية لعامة الناس.

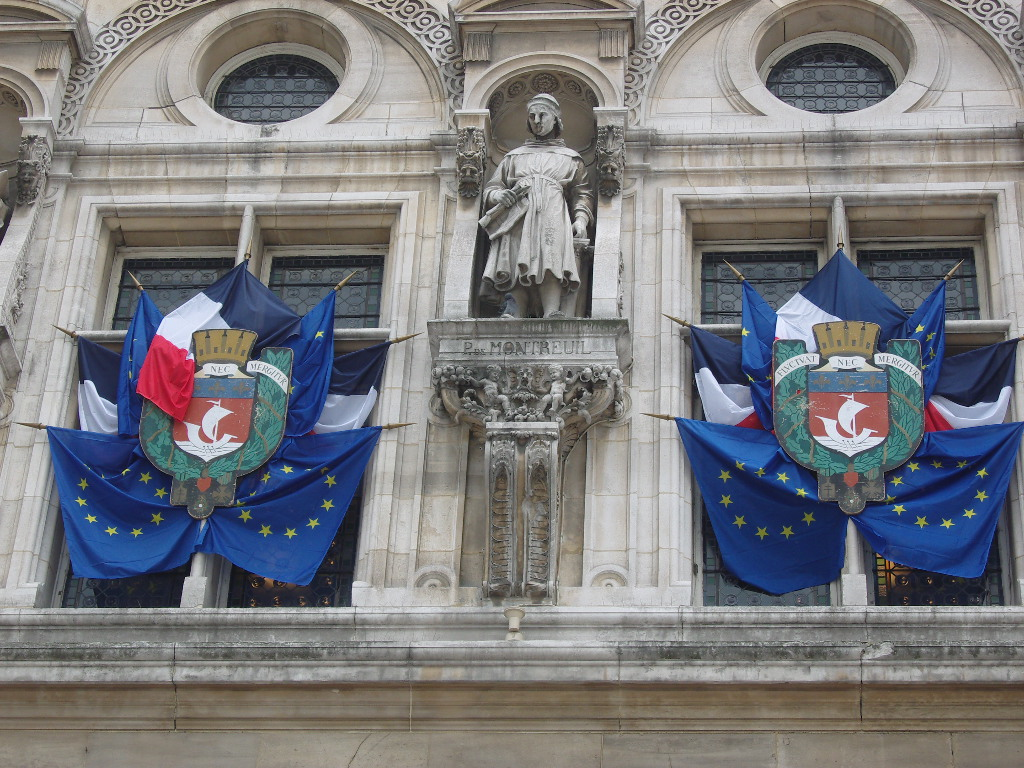
واجهة مبنى بلدية باريس المزينة بالأعلام
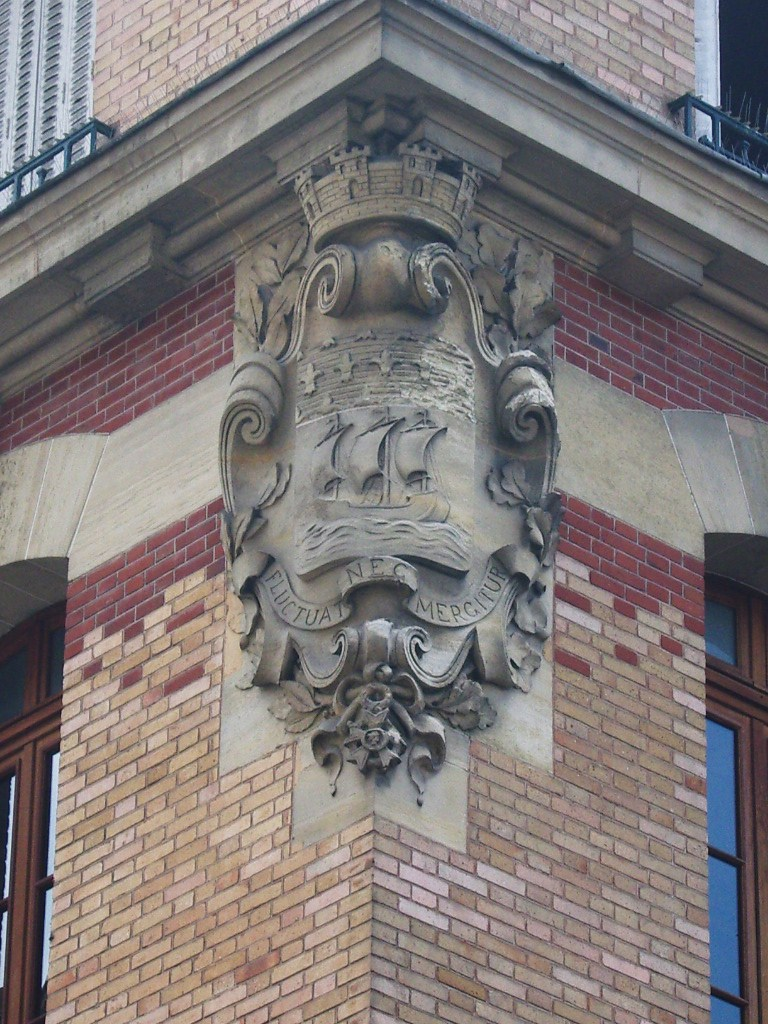
شعار النبالة لباريس منحوت على المدرسة الواقعة في شارع بروفيدانس، الدائرة الثالثة عشرة في باريس.
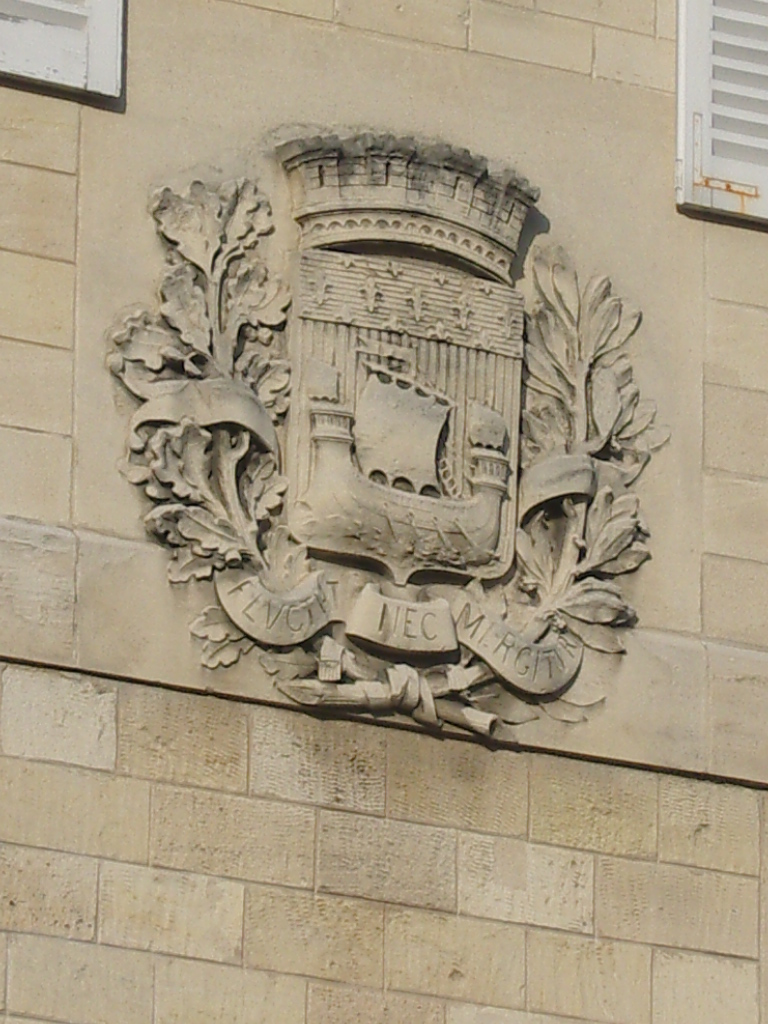
شعار آخر، مع المجاديف، على المدرسة في شارع داميسمي، الدائرة الثالثة عشرة في باريس.
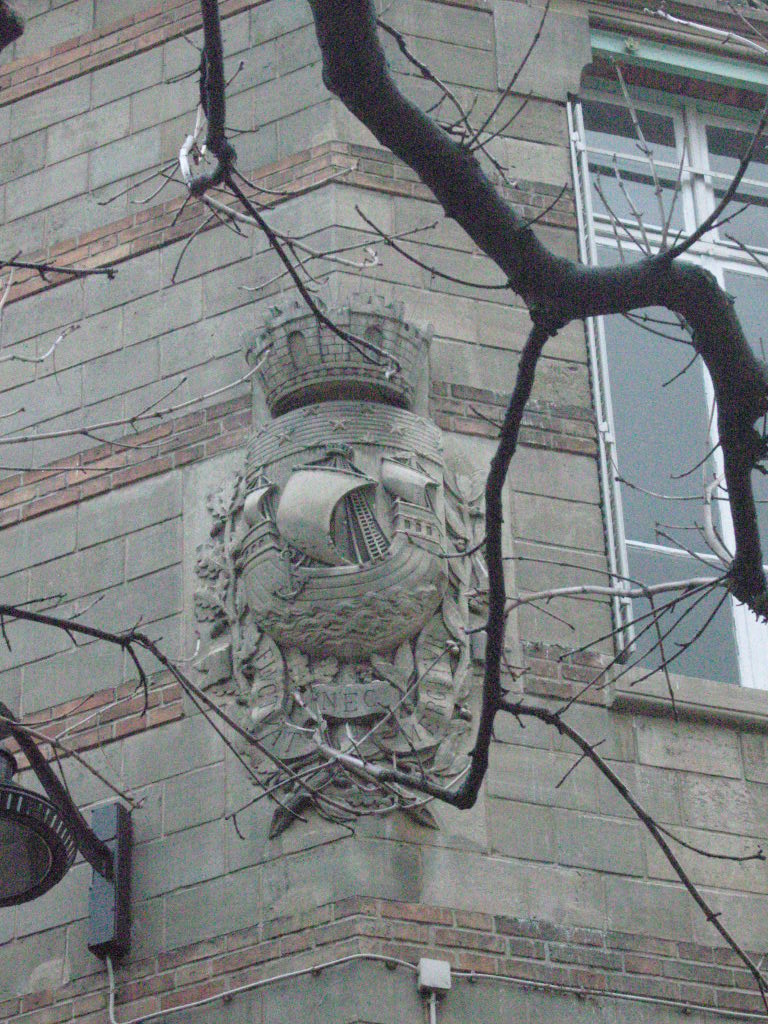
شعار النبالة من عهد لويس فيليب، مع النجوم بدلاً من الزنبق التقليدي.
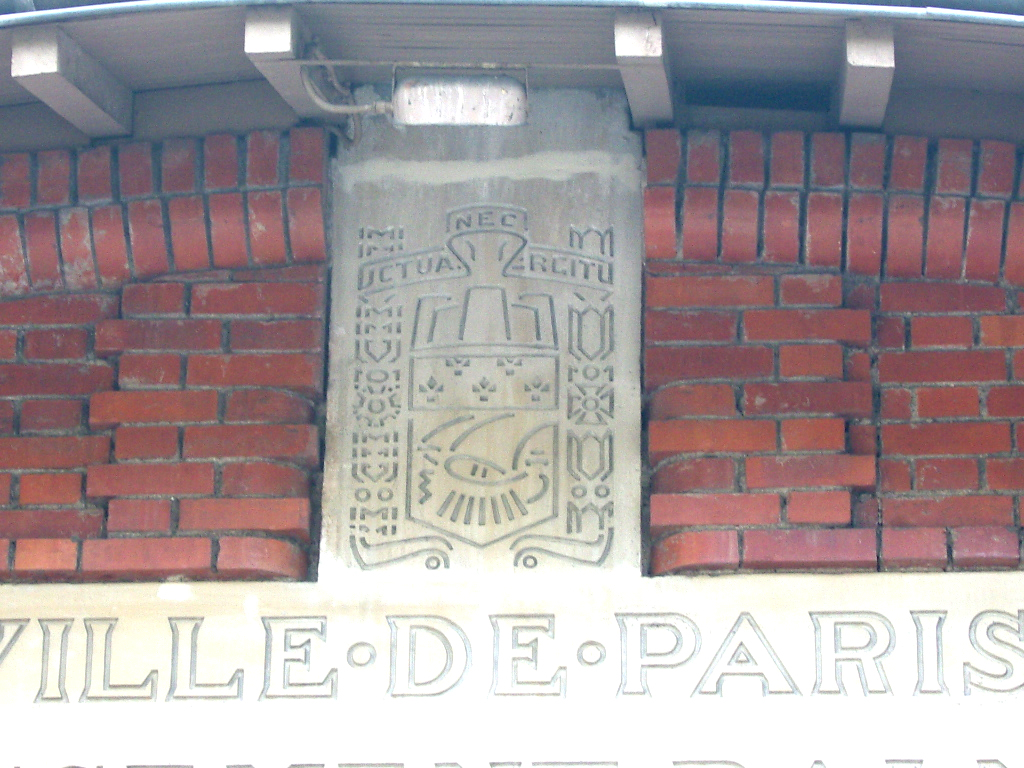
شعار نبالة مختلف إلى حد ما منحوت على واجهة حمام السباحة بوت أو كاي، الدائرة الثالثة عشرة في باريس.
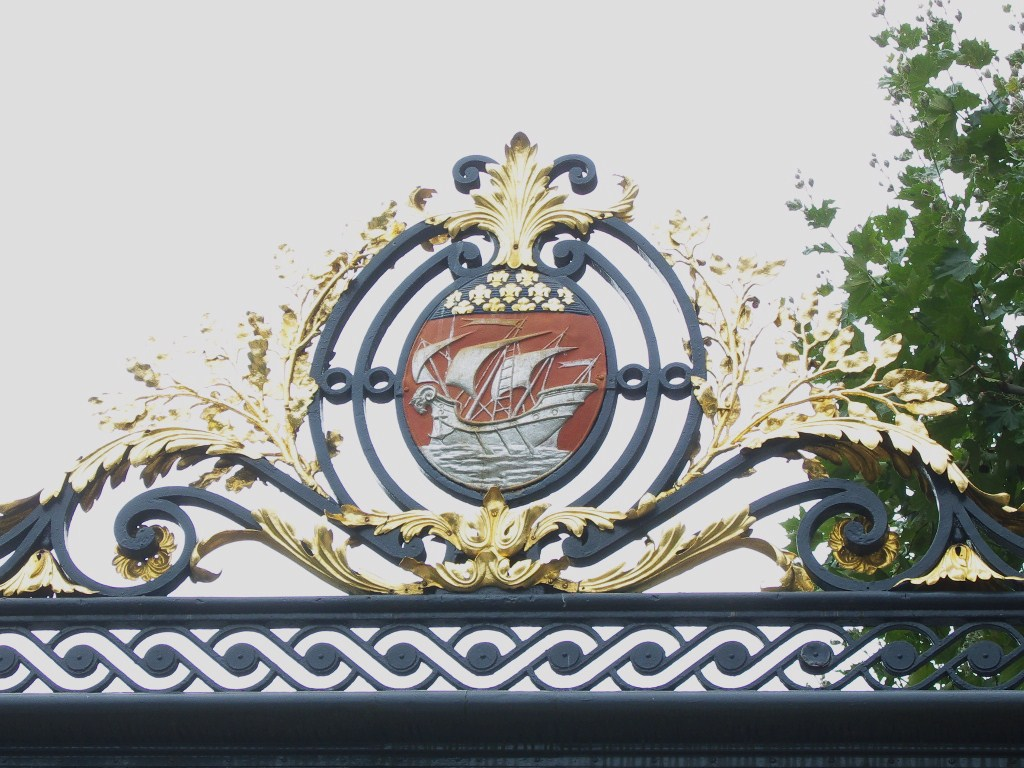
شعار النبالة الموجود فوق بوابة مدخل مدرسة استيان، شارع أوغست بلانكي، الدائرة الثالثة عشرة في باريس.
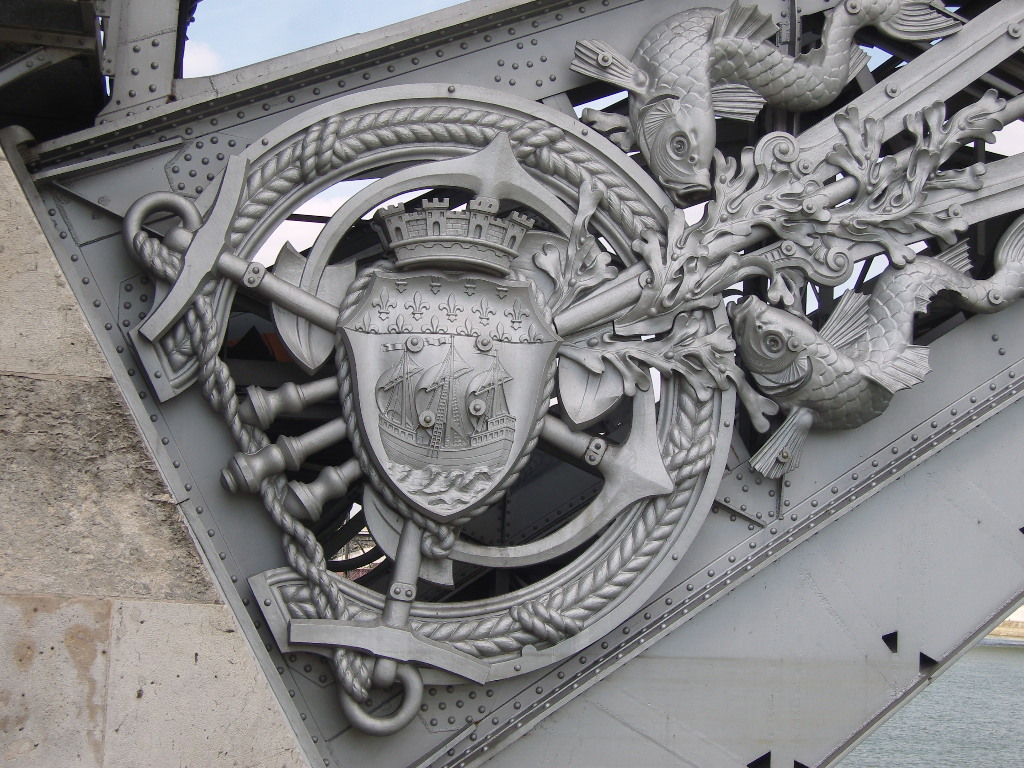
شعار النبالة الذي يزين جسر أوسترليتز، خط المترو رقم 5، فوق نهر السين.
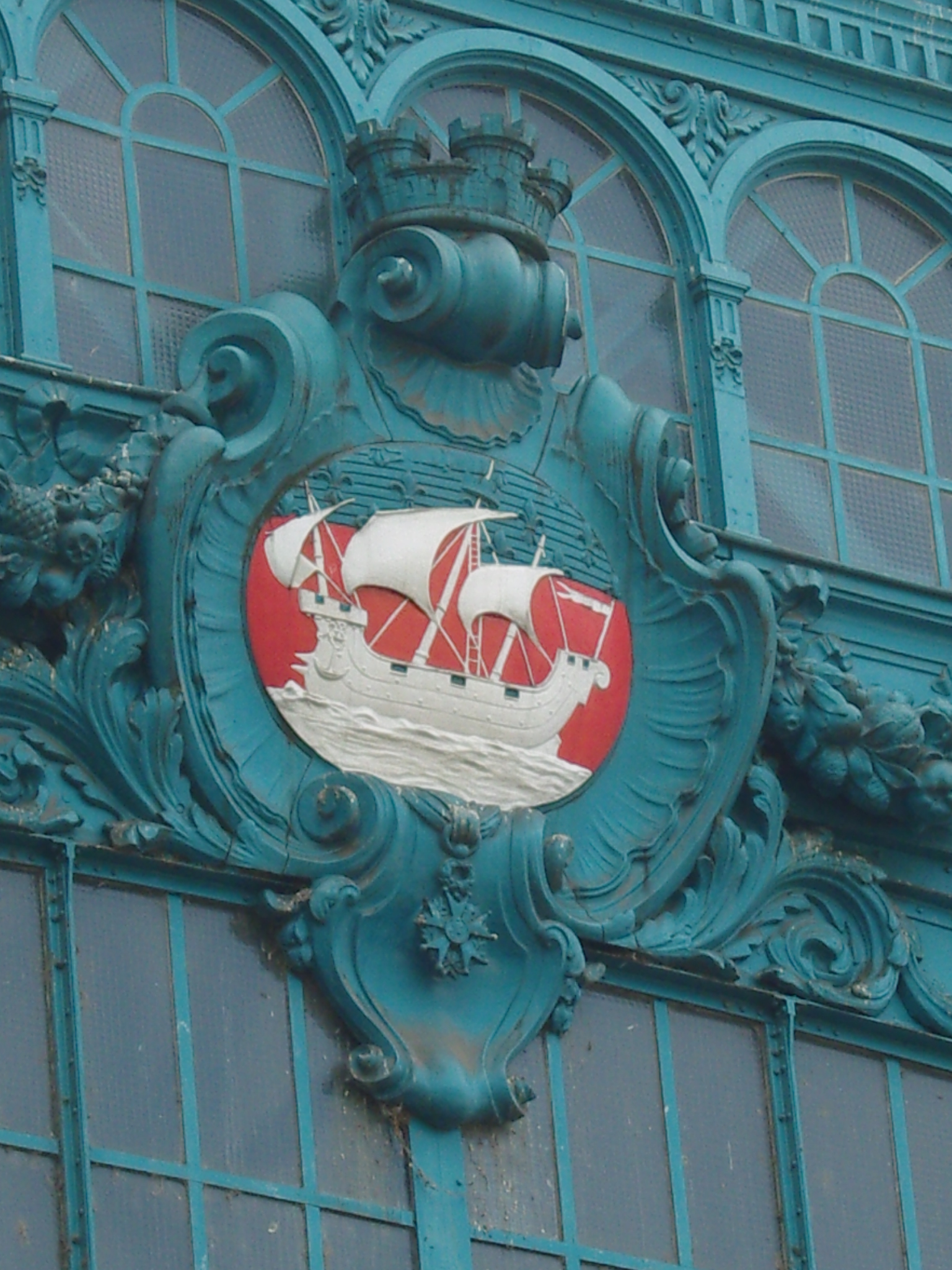
شعار محطة أوسترليتز، على السطح الزجاجي للمدخل الشمالي لخط المترو رقم 5.
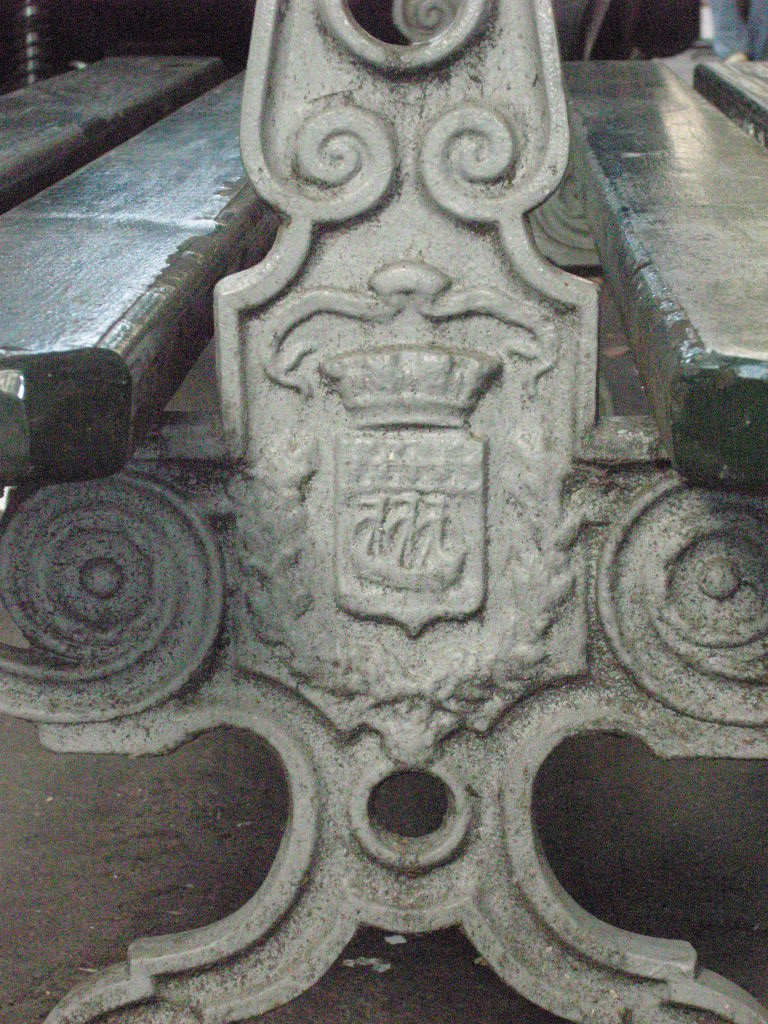
شعار النبالة لباريس محفور على مقعد عام.
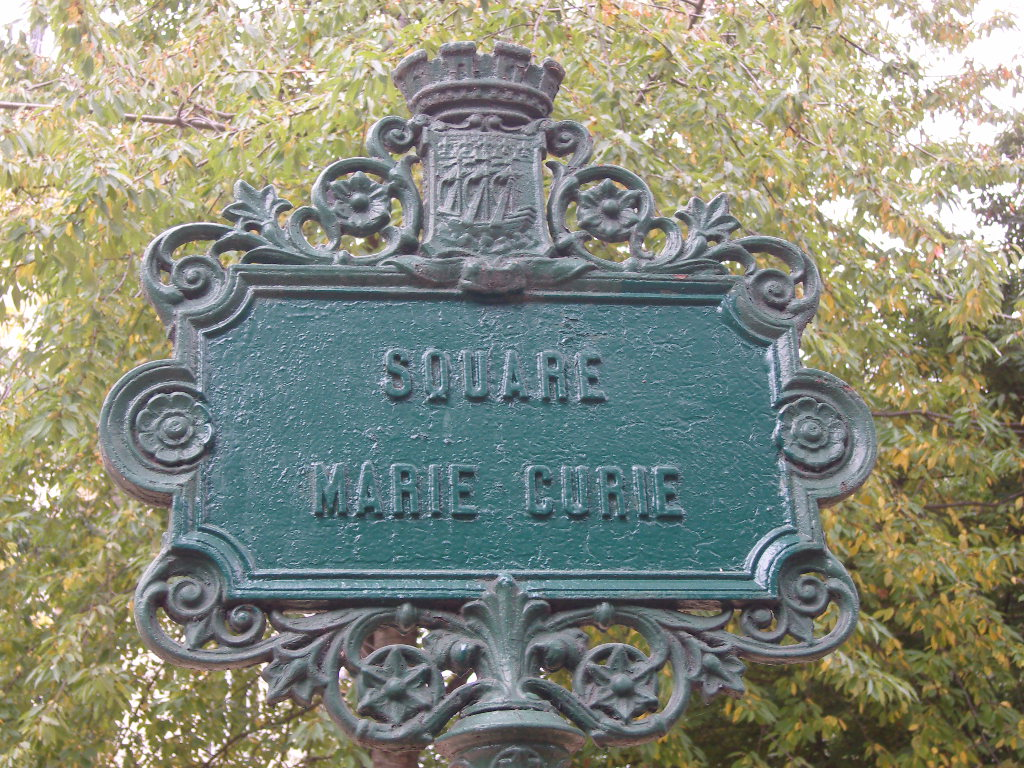
شعار النبالة لباريس يزين لوحة اسم ساحة ماري كوري، الدائرة الثالثة عشرة في باريس.
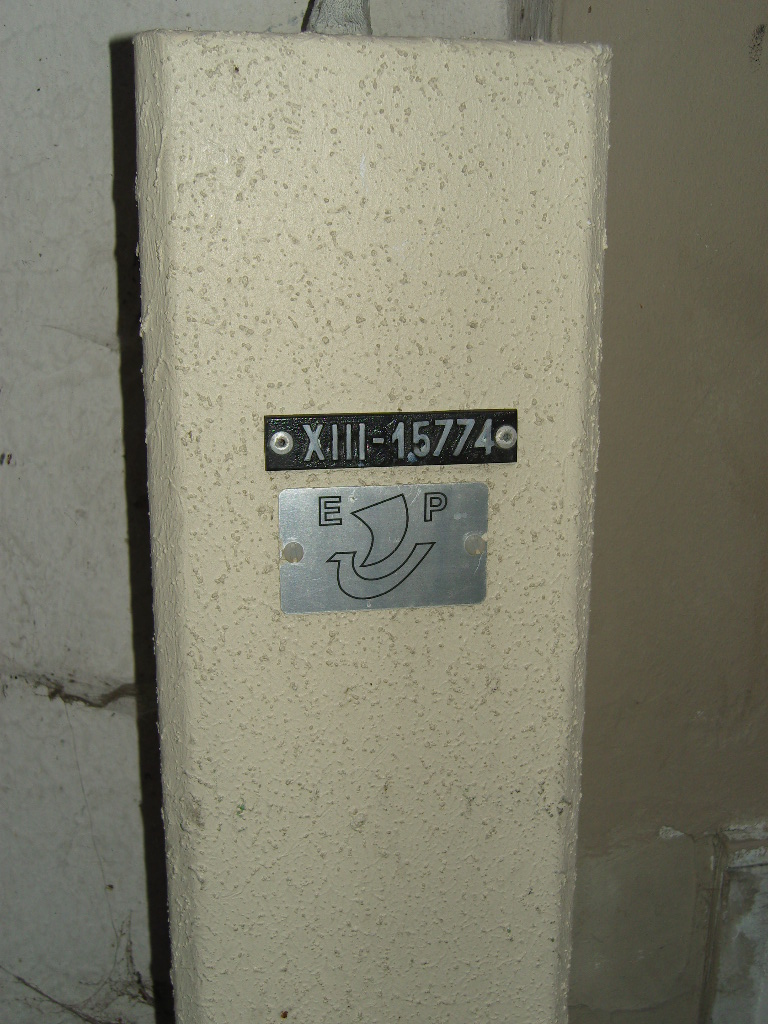
شعار باريس الحديث على صندوق إضاءة الشوارع.
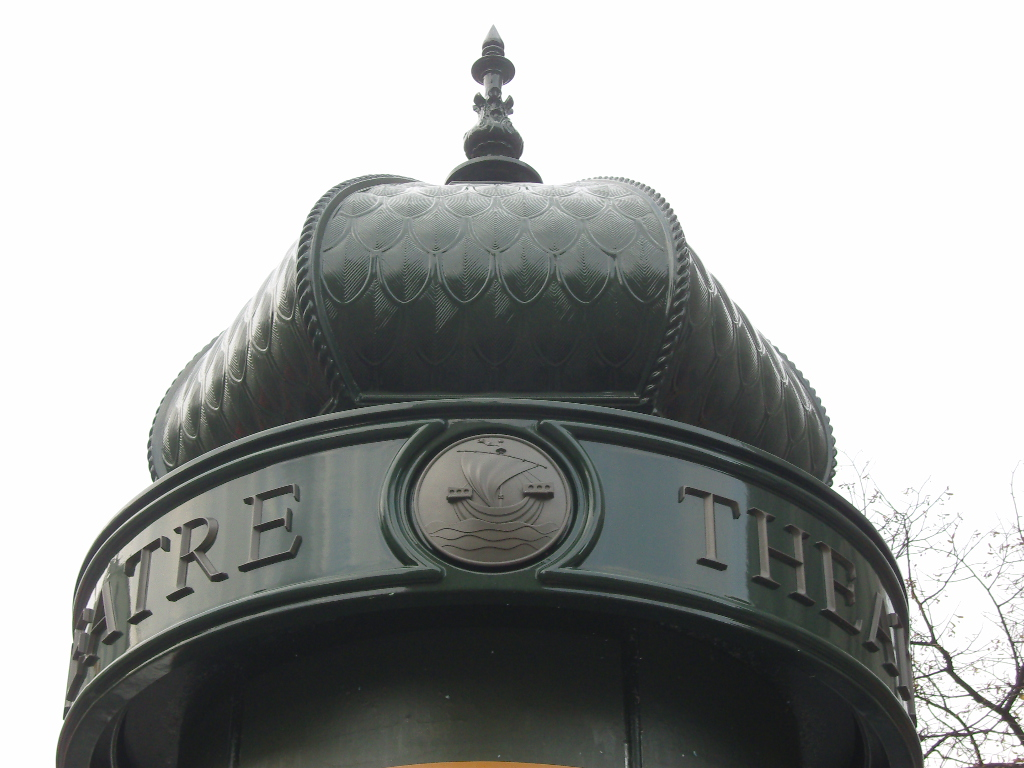
شعار النبالة على عمود موريس الحديث.
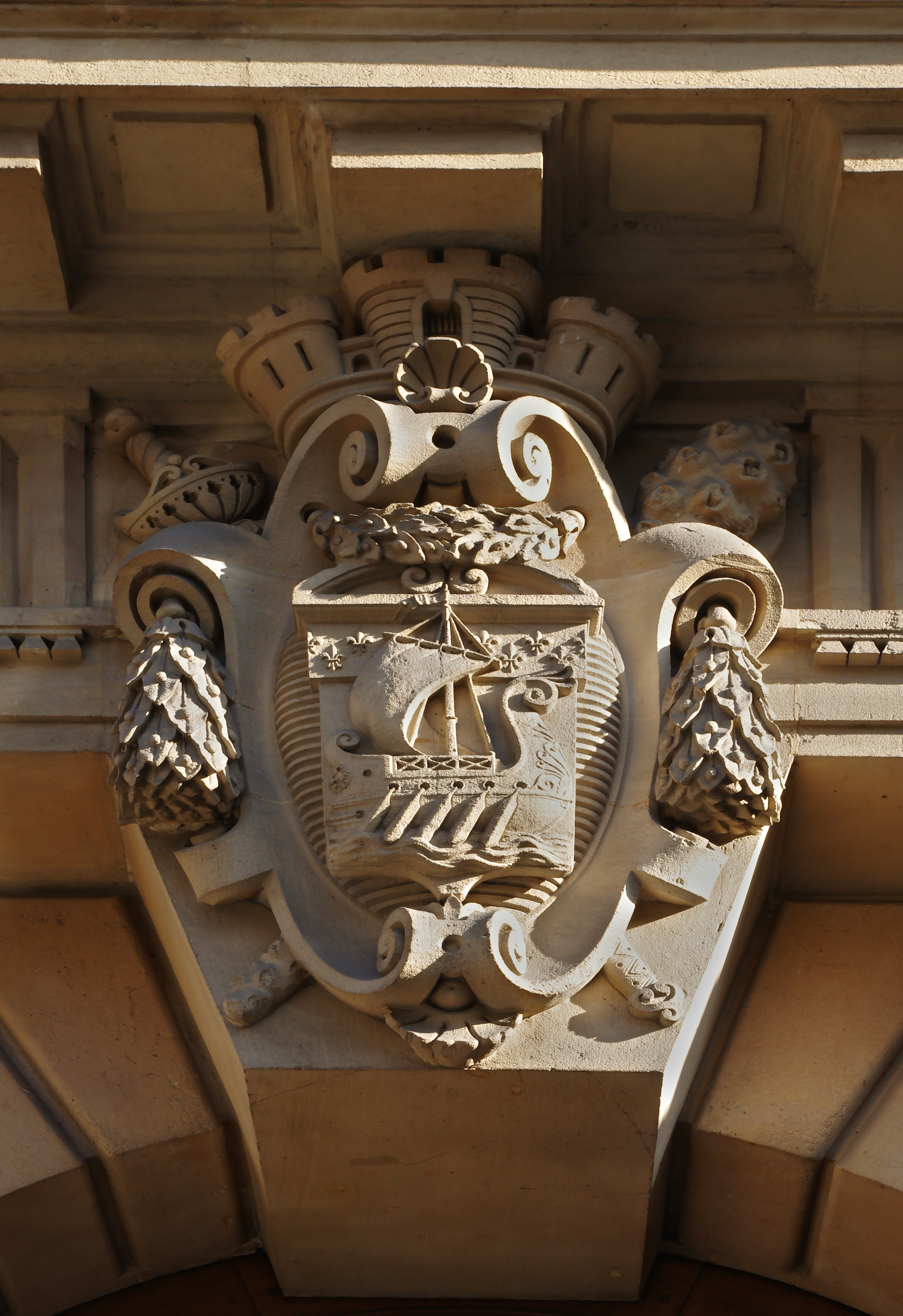
شعار النبالة، 12، شارع دي لا بانك، الدائرة الثانية عشرة في باريس.

| الدائرة              | الشعار | الوصف |
| -------------------- | ------ | --- |
| الدائرة الأولى       |        | درع رباعي: أولاً: برج الجرس في سان جيرمان لوكسيروا الفضي المحاط بوريدتين من الذهب ثانياً: عمود فيندوم الفضي المحاط بإكليلين من الغار الذهبي ثالثاً: بورصة التجارة الفضية، رابعاً: قوس النصر في كاروسيل الفضي.                                                                             |
| الدائرة الثالثة      |        | درع أزرق سماوي، فريتيه أحمر، مصحوب بشكل رئيسي بشعاع كربنكل ثماني ذهبي وفي القاعدة ثلاثة بيزانتات من نفس اللون الذهبي. |
| الدائرة الثالثة      |        | درع ذهبي مع نقش على شكل قبة مشحونة برق فضي، محاط برأسين ذهبيين، مصحوبًا في القسم الأول بنقش على شكل قبعة محاط بعجلتين مسننتين من اللون الأسود وفي القاعدة نقش متقاطع ذو قاعدة ثابتة.                                                                                                   |
| الدائرة الرابعة      |        | أزرق سماوي مرصع بزهور الزنبق الذهبية مع صليب فضي؛ فوقه، غولس مع سفينة فضية تبحر في بحر من نفس اللون. |
| الدائرة الخامسة      |        | أزرق سماوي مع كتاب مفتوح تحمله يد فضية تخرج من سحابة من نفس اللون، مصحوبة بثلاث زهور زنبق ذهبية، اثنتان على الأجنحة وواحدة عند القاعدة؛ مع إطار مزين بثمان أصداف ذهبية. |
| الدائرة السادسة      |        | درع رباعي: أولاً: درع أزرق سماوي بثلاث زخارف فضية، مصحوبة بثلاث زهور زنبق ذهبية، ثانيًا: درع أزرق دائري بثلاث زخارف زنبق ذهبية، مدعوم بخمسة زخارف دائرية، ثالثًا: حزمة زنبق، مربوطة ومزينة بشرائط، رابعًا: درع أزرق مع صليب بطريركي متقاطع فضي محاط بحرفي S كبيرين ذهبيين.                |
| الدائرة السابعة      |        | جولس، مع سيفين فضيين طويلين متقاطعين على شكل صليب، يرافقهما في الأعلى والجانب ثلاثة نحلات ذهبية وفي القاعدة كأس فضية؛ في الأعلى مخيط باللون الأزرق السماوي مزين بثلاث زنابق ذهبية. |
| الدائرة الثامنة      |        | أزرق، شيفرون متوج باللون الفضي، محشو بستة أشجار غولس، يعلوه نسر الإمبراطورية الذهبي، يرافقه في المقدمة وردتان فضيتان، وفي القاعدة لهب ذهبي يتحرك من النقطة يعلوه سيف منخفض من نفس اللون.                                                                                              |
| الدائرة التاسعة      |        | القسم الأول أزرق سماوي مع عصا محاطة بحرفي M من الفضة، يعلو كل منهما زهرة زنبق من الذهب، والثاني من خشب الغولي مع قيثارة من الذهب. |
| الدائرة العاشرة      |        | أزرق سماوي، صليب مائل محاط بشريط فضي، مقسم في الربع الأول إلى شمس، وفي الربع الثاني والثالث إلى زهرة زنبق، وفي الربع الرابع إلى عجلة، كلها من الذهب. وفوقها، غولس، سانت لورانس من الفضة يحمل مِشْوَد.                                                                                    |
| الدائرة الحادية عشرة |        | جولس، مع شيفرون ذهبي مشحون بخمسة مسامير سوداء، مصحوبة بثلاث زهور أقحوان ذات سيقان وأوراق فضية مزروعة بأزرار ذهبية؛ القسم العلوي أزرق مشحون بمنطاد هواء ساخن فضي محاط بحجري شطرنج ذهبيين.                                                                                              |
| الدائرة الثانية عشرة |        | جولس، مع أسد فضي اللون، محاط بحدود ذهبية مزينة بسبعة أشجار خضراء؛ مع زرقة سماوية في القمة، مزينة بزهرة الزنبق الذهبية بين عنقودين من العنب من نفس اللون. |
| الدائرة الثالثة عشرة |        | أزرق سماوي مع زهرة زنبق ذهبية محاطة بحبل من نفس اللون يشكل الحرف G؛ مع زخارف مخيطة رئيسية مشحونة بغطاء ذهبي محاط بعجلتين مسننتين من نفس اللون. |
| الدائرة الرابعة عشرة |        | فضي اللون مع صليب غوليس، أزرق سماوي اللون مع ثلاث زهور زنبق وهراوة في منحنى غوليس مدبب، محاط باللون الأزرق السماوي مع ثماني نجوم فضية. |
| الدائرة الخامسة عشرة |        | جولس مائل مع منحنى ذهبي مشحون بثلاث عجلات مسننة سوداء، يرافقه في المقام الأول شعلة فضية ملتهبة ذهبية وفي القاعدة مجهر فضي. |
| الدائرة السادسة عشرة |        | القسم العلوي يسارًا: قلعة لا مويت الفضية، مفتوحة في الميدان، مصحوبة بزهرة الزنبق الذهبية محاطة بصليبين من نفس اللون. الثسم الأيمن: فضي مع ثلاثة خيول عدو سوداء، مربوطة ومسرجة بالذهب. القسم السفلي أزوري مع ثلاث أشجار مقطوعة الجذور من الذهب.                                         |
| الدائرة السابعة عشرة |        | خلفية ذهبية مع قنبلة يدوية سوداء ملتهبة، تعلوها علامتان من اللون الأسود مرتبة في شكل فيس، مع حافة محفورة. قمة زرقاء مزينة بثلاث زهور زنبق ذهبية يعلوها علامة فضية. |
| الدائرة الثامنة عشرة |        | جولس، كرمة ذهبية؛ حولها طاحونتين هوائيتين من اللون الأسود. قمة زرقاء مشحونة بحرف M فضي محاط بزهرتي زنبق من الذهب. |
| الدائرة التاسعة عشرة |        | جولس، وهو عبارة عن جبل من ثلاثة أوعية ذهبية يعلوه كشك فضي؛ وعلى الرأس صليب مالطي أخضر محاط ببقرتين سود. |
| الدائرة العشرين      |        | جولس، مع شيفرون فضي مزخرف بخمسة خطوط شاحبة متموجة من اللون الأزرق، يرافقه على اليمين زهرة أرجوانية فضية ذات ساق وأوراق ذهبية وعلى الجانب الآخر مجموعة من العنب الذهبي ذو ساق وأوراق فضية، وفي القاعدة برج من نفس اللون، مبني من السمور، يرتفع من القاعدة ويتوج ببرقية من الكوب الفضي. |